# عدن
عَدَن هي مدينة يمنية تقع على ساحل خليج عدن وبحر العرب في جنوب البلاد، وهي العاصمة الاقتصادية لليمن، وثاني أهم مدينة يمنية بعد صنعاء، شهدت عدن أحداثاً تاريخية هامة، وعرفت بأنها عين اليمن. يبلغ عدد سكانها نحو 589,419 نسمة حسب تعداد اليمن في 2004 اعتبارًا من عام 2023، بلغ عدد سكان مدينة عدن حوالي 1,080,000 نسمة، مما يجعلها واحدة من أكبر المدن في اليمن، وتبعد عن العاصمة صنعاء بمسافة تصل إلى حوالي 363 كيلو متراً، ويمثل سكان محافظة عدن ما نسبته 3% من إجمالي سكان اليمن تقريباً،  تعتبر أهم منفذ طبيعي على بحر العرب والمحيط الهندي فضلاً عن تحكّمها بطريق البحر الأحمر، وتشكل عدن أنموذجاً متميزاً لتكامل النشاط الاقتصادي وتنوع البنيان الإنتاجي، إذ جمعت بين الأنشطة الصناعية والسمكية والتجارية والسياحية والخدمية، وتنبع أهميتها من كونها ميناءً تجاريًّا من أهم الموانئ في المنطقة، ومنطقة تجارة حرة إقليمية ودولية. تكتسب المدينة أهميتها السياحية من شواطئها الدافئة ومنتجعاتها الجميلة، وتكتسب الصناعة مقوماتها من مجموعة مصانع ووحدات إنتاجية أهمها «مصفاة عدن». تتكون عدن من عدة مناطق هي كريتر، المعلا، التواهي، خور مكسر، الشيخ عثمان، المنصورة، دار سعد، البريقة.
ورد ذكرها في «سفر حزقيال» في العهد القديم كأحد المدن ذات العلاقة التجارية مع صور اللبنانية كون عدن كانت أحد المحطات المهمة لتجارة التوابل التي انتعشت لمدة ألفية كاملة. كانت المدينة في بدايتها شبه جزيرة صغيرة بلا موارد طبيعية تذكر ولكن موقعها بين مصر والهند جعلها ذات شأن مهم في طريق التجارة العالمية القديم. وكانت المدينة موطن مملكة أوسان القديمة،  وشن كربئيل وتر الأول ملك مملكة سبأ حملة على أوسان في بدايات القرن الثامن للسابع ق.م، وسيطر عليها،  واستطاع الحِمْيَرِيُّون إسقاط مملكة سبأ عام 275م وسيطروا على عدن. وسيطرت الإمبراطورية الساسانية على عدن في 671 للميلاد.
بدخول الإسلام إلى اليمن، كانت عدن قد شهدت فترة ركود استمرت حتى القرن التاسع الميلادي. وفي عصر صدر الإسلام كانت عدن تتبع مخلاف الجند،  وسيطرت عليها دولة بني زياد في 819م وتبعهم الصليحيون،  وبسقوط الصليحيين في 1138م استقل بنو زريع بعدن لحوالي 40 عاماً حتى 1175م،  تمكنت القبائل الزيدية من هزيمة الأيوبيين عام 1226، إلا أن عمر بن رسول مؤسس الدولة الرسولية تمكن من صدهم فأحكم سيطرته على عدن، واستعادت المدينة مكانتها خلال أيام الرسوليين فحفروا الآبار وبنوا المدارس وانتعشت عدن تجارياً،  وسنوا عددا من القوانين والأنظمة لتقنين التجارة في المدينة. وتمكن بنو طاهر من السيطرة على عدن بعد بني رسول ويصفها الرحالة الإيطالي لودفيكو دي فارتيما بأنها من أقوى المدن المشاهدة على مستوى الأرض خلال أيام الطاهريين. وتمكّن الملك الظافر عامر بن عبد الوهاب من صدِّ البرتغاليين عن عدن. ومن ثم سقطت الدولة الطاهرية وبقيت سيطرتهم على عدن. وبعد ذلك سيطرت الدولة العثمانية على المدينة عام 1538. كان هدف العثمانيين منصباً على منع البرتغاليين من السيطرة على عدن فشهدت المدينة أياماً عصيبة بالإضافة لحقيقة أن ميناء المخاء اكتسب أهمية أكبر على حساب عدن خلال القرن السادس عشر. فانخفض تعداد المدينة وتحولت إلى قرية صغيرة بتعداد لا يتجاوز 600 نسمة. بينما كان تعدادها يقارب الثمانين ألف نسمة أيام الدولة الرسولية.
احتلت بريطانيا مدينة عدن في يناير 1839،  وانتعشت عدن من جديد بعد ثلاثمائة سنة من الركود واستوطنها تجار يهود وفرس وهنود واعتمد الإنجليز على تقسيم صارم بين المدينة والريف. وخلال أربعينيات وخمسينيات القرن العشرين، أصبحت عدن أحد أكثر موانئ العالم نشاطاً، بل كانت الثانية في الترتيب بعد نيويورك. وبقيام ثورة 14 أكتوبر عام 1963،  أعلنت بريطانيا أنها ستخرج من عدن عام 1968 وهو ما فجّر أعمال العنف بين فصائل ما سُمّي بالـ«مقاومة» لاحتكار تقرير المصير عقب خروج الإنجليز. وكان للجبهة القومية للتحرير بقيادة قحطان محمد الشعبي اليد العليا قبل خروج الإنجليز من عدن عام 1967. وقيام جمهورية اليمن الجنوبية الشعبية برئاسة قحطان الشعبي واتخذت عدن عاصمة للدولة.
قامت الحركة التصحيحية باعتقال الرئيس قحطان الشعبي وأدخلت العامل الأيديولوجي الماركسي في جمهورية اليمن الجنوبية الشعبية وغيّرت اسمها إلى جمهورية اليمن الديمقراطية الشعبية وبدأوا بتأميم قطاعات واسعة من الاقتصاد وبحلول عام 1974 وضع القادة الشباب الجدد أول خطة خمسية لجميع المحافظات الجنوبية. كان ميناء عدن مصدر الدخل القومي الأكبر لجمهورية اليمن الجنوبي، في يناير 1986 تمزقت عدن بسبب تناحر فصيلين في الحزب الاشتراكي اليمني التي أدت لاندلاع الحرب الأهلية في 1986.
وقُصِفت مدينة عدن خلال الحرب من البر والجو، في 1990 قامت الوحدة اليمنية واُعتبر علي سالم البيض نائباً لعلي عبد الله صالح. بعد أربعة سنوات، قامت حرب صيف 1994 واستعادت القوات الحكومية السيطرة على المدينة، أعقب ذلك عمليات نهب منظمة. وظلت عدن في حالة ركود سياسي لـ 25 عاماً حتى لجوء الرئيس عبد ربه منصور هادي إليها، ومباشرة أعماله منها، ونقلت بعض السفارات العربية والأجنبية إلى عدن،  التي أعلن الرئيس هادي أنها عاصمة مؤقتة لليمن في 7 مارس 2015،  بدلا من صنعاء التي وصفها بالمحتلة من الحوثيين. إلا أن هذا القرار لم يكن سوى إعلانًا رمزيًا حيث أن تغيير العاصمة في اليمن يتطلب تعديل الدستور، والذي ما يزال ينص على أن الأخيرة لا تزال هي العاصمة.

## التسمية
عدن هي موطن ومقام للسفن وكلمة عدن تعني أقام بالمكان فكلمة «عادن» تعني مقيم ويقال «عدن البلد» أي توطن البلد.، ومن أقوال الجغرافيين عن المدينة:
- قال ياقوت الحموي:[46] «هي مدينة مشهورة على ساحل بحر الهند من ناحية اليمن ردئة لا ماء بها ولا مرعى وشربهم من عين بينها وبين عدن مسيرة نحو اليوم وهو مع ذلك ردئ إلا أن هذا الموضع هو مرفأ مراكب الهند والتجار يجتمعون إليه لأجل ذلك فإنها بلدة تجارة، وتضاف إلى أبين وهو مخلاف عدن من جملته.»
- قال ابن منظور:[47]«هي بلد على سيف البحر في أقصى بلاد اليمن.»
- قال ابن خلدون:[48]«وعدن هذه من أمنع مدائن اليمن وهي على ضفة البحر الهندي وما زالت بلد تجارة من عهد التبابعة وأكثر بنائهم بالأخصاص ولذلك يطرقها تجار الحرير كثيراً.»
- وعن باب عدن قال الهمداني:[49]«وهو شصر مقطوع في جبل كان محيطاً بموضع عدن من الساحل فلم يكن لها طريق إلى البر إلا للرّجل لمن ركب ظهر الجبل فقطع في الجبل باب مبلغ عرض الجبل حتى سلكه الدواب والجمال والمحامل والمحفات.»

## التاريخ

### التاريخ القديم

تمثال "يصدقئيل فرع" أحد ملوك مملكة أوسان

عدن ميناء قديم وذكرها اليونان باسم (يونانية:Αραβία Εμπόριον - Arabia Emporion) وتعني ميناء تجارة العربية وذكرت عدن صراحة باسمها هذا في سفر حزقيال الذي يتحدث عن أورشليم وجاء فيه:
| عدن | تجار سبأ ورعمة هم تجارك، بأفخر أنواع الطيب وبكل حجر كريم والذهب أقاموا أسواقك. حران وقنا وعدن تجار سبأ وآشور وكلمد تجارك. | عدن |

كانت المدينة في بدايتها شبه جزيرة صغيرة بلا موارد طبيعية تذكر ولكن موقعها بين مصر والهند جعلها ذا شأن مهم في طريق التجارة العالمية القديم. كانت المدينة موطن مملكة أوسان القديمة من القرن الثامن للسابع ق.م  في بدايات القرن السابع ق.م، شن كربئيل وتر الأول ملك مملكة سبأ حملة على أوسان قُتل خلالها وفق النصوص السبئية ستة عشر ألف قتيل وتم استعباد أربعين ألف نسمة وتقديم ملوك أوسان قرابين للإله إيل مقه وفقا للكتابة التي كربئيل وتر الأول تركها في صرواح مخلداً فيها انتصاره.
في النصف الثاني من القرن الأول ق.م، عزم الإمبراطور الروماني أغسطس قيصر السيطرة على العربية السعيدة وبلوغ المحيط الهندي. وأُرسل حاكم مصر الروماني أيليوس غالوس عام 25 ق.م وانتهت الحملة بنتائج كارثية وفناء الجيش الروماني أمام أسوار مأرب. أسقط الحِميَّريون مملكة سبأ عام 275 للميلاد وسيطروا على عدن. دراسات أثرية حديثة غير مكتملة، ترجح أن الحِميَّريين كان من شيد صهاريج المياه الضخمة المعروفة حالياً بـ«صهاريج عدن» والتي تخزن قرابة 136,382,757 لتر من الماء.
سقطت مملكة حمير في الربع الأول من القرن السادس قبل الميلاد وذكر يوسف ذو نواس باب المندب في إحدى كتاباته فقد كانت قوات مملكة أكسوم تدخل اليمن من خلاله، أرسل الإمبراطور البيزنطي جستنيان الأول أسطولاً لقتال اليهود الحِميَّريين ودعم مملكة أكسوم ومسيحيي نجران، دخل الأسطول عن طريق عدن. تشير المصادر البيزنطية أن الإمبراطورية الساسانية سيطرت على المدينة عام 671 للميلاد.

### التاريخ الوسيط
مع دخول الإسلام إلى اليمن في القرن السابع الميلادي، كانت عدن قد شهدت فترة ركود استمرت حتى القرن التاسع الميلادي. كانت عدن في سنين الإسلام الأولى تتبع مخلاف الجند (تعز) سيطرت عليها دولة بني زياد والصليحيون وبعد وفاة علي بن محمد الصليحي قام ابنه المكرم بتولية بنو زريع واستمرت عدن بتأدية الإتاوة السنوية حتى خفضتها الملكة أروى بنت أحمد الصليحي. عقب سقوط الدولة الصليحية استقل بنو زريع بعدن مستغلين انشغال الصليحيين بقبائل خولان. استمر الزريعيون بحكم عدن ولحج وأبين لأقل من أربعين سنة حتى سقطوا بسيطرة الأيوبيين على المدينة. دارت معركة كبيرة بين توران شاه بن أيوب وياسر بن بلال المحمدي وزير الدولة الزريعية وهزم الزريعيون وهرب المحمدي إلى تعز. من أهم الأسباب التي ساهمت في هزيمة الزريعيين كانت حروبهم المتواصلة مع بني مهدي في تهامة وخروج جيشهم لملاقاة الأيوبيين عوضا عن التحصن في عدن.
خلال فترة الأيوبيين في اليمن، كانت صنعاء وما يجاورها أكثر رفضا لوجودهم من سواها من المناطق. تمكنت القبائل الزيدية من هزيمة الأيوبيين عام 1226 إلا أن عمر بن رسول مؤسس الدولة الرسولية تمكن من صدهم فأحكم سيطرته على عدن واستعادت المدينة مكانتها خلال أيام الرسوليين فحفروا الآبار وبنوا المدارس وانتعشت عدن تجاريا. فقد كان ملوك بني رسول تجاراً كذلك وسنّوا عددا من القوانين والأنظمة لتقنين التجارة في المدينة.
تمكن بنو طاهر من السيطرة على عدن بعد بني رسول ويصفها الرحالة الإيطالي لودوفيكو دي فيرثاما بأنها من أقوى المدن المشاهدة على مستوى الأرض خلال أيام الطاهريين.

رسم من سنة 1590 يُظهر عدن وقد أحاطت بها الأساطيل البرتغالية.

بدأ البرتغاليون بالتوسع في المحيط الهندي وبحلول العام 1498 م أدركوا أن عدن مفتاحهم لدخول البحر الأحمر. فاستشعر المماليك في مصر الخطر وأرسلوا قوة بقيادة حسين الكردي، قدم الملك الظافر عامر بن عبد الوهاب مساعدات كبيرة للكردي ولكنه تعرض لهزيمة فادحة في معركة ديو. أرسل المماليك أسطولا ثانيا ولكن الملك الظافر رفض التعاون مع المماليك كونه نجح في صد البرتغاليين عن عدن دون عون منهم. غضب حسين الكردي وتحالف مع الإمام الزيدي المناوئ للطاهريين المتوكل شرف الدين وسقطت مدن الطاهريين تباعا باستثناء عدن. سيطرت الدولة العثمانية على المدينة عام 1538. كان هدف العثمانيين منصبا على منع البرتغاليين من السيطرة على عدن فشهدت المدينة أياما عصيبة بالإضافة لحقيقة أن ميناء المخا اكتسب أهمية أكبر على حساب عدن خلال القرن السادس عشر. فانخفض تعداد المدينة وتحولت إلى قرية صغيرة بتعداد لا يتجاوز 600 نسمة. بينما كان تعدادها يقارب الثمانين ألف نسمة أيام الدولة الرسولية.

### التاريخ الحديث

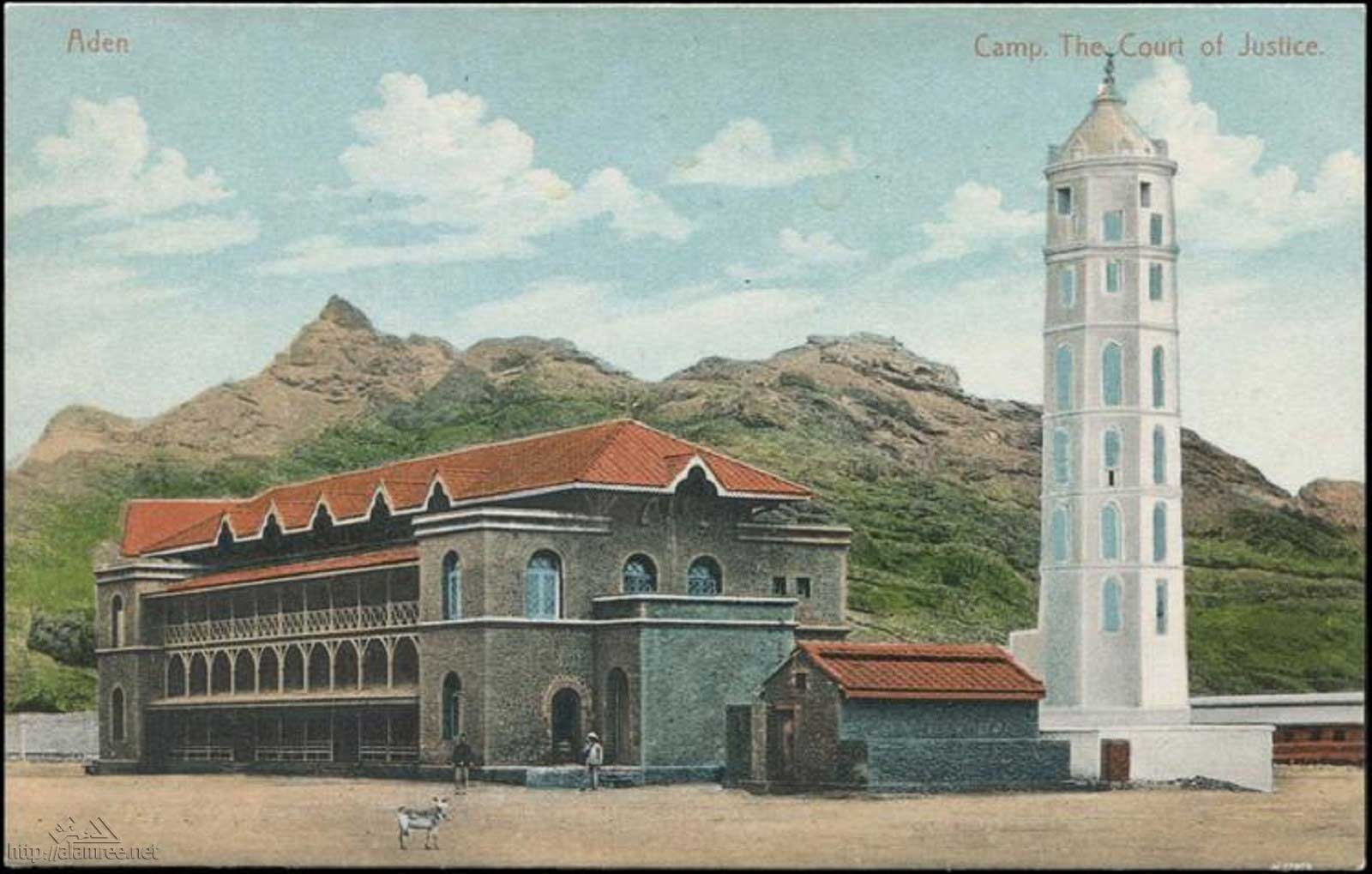
منارة كريتر بجانب مكتب البريد في بداية القرن العشرين

كانت الأوضاع مختلفة في شمال البلاد، حيث لم يعترف الزيدية بسلطة العثمانيين وثاروا مرات عديدة ضدهم آخرها ثورة الإمام المنصور بالله القاسم بن محمد بن القاسم الذي تمكن وابنه المؤيد بالله محمد توحيد القبائل وطرد العثمانيين. اعتمد الأئمة على مداخيل ميناء المخا ولم تكن عدن بتلك الأهمية التي ولي عليها العبادلة. على أواخر القرن الثامن عشر، عقد السلطان فضل العبدلي حلفا مع قبائل يافع على التمرد على الأئمة الزيدية واحتكار مداخيل عدن بينهم مناصفة. تخلص سلطان لحج من الأئمة ولكنه لم يف بوعده ليافع. كان الأئمة الزيدية لا يعترفون بالتوريث ويرون القتال لأجل الإمامة فطالت الحرب بين الناصر محمد بن إسحاق والمنصور الحسين بن المتوكل فانتهز العبدلي الفرصة ليعلن استقلاله بلحج وعدن. كان الإنجليز يزورون عدن والمخا من عام 1609 بقيادة السير هنري ميدلتون الذي سُجن وصودرت سفنه وقتل ثمانية من رجاله.
حاول الإنجليز عقد معاهدات مع الأئمة الزيدية عقب إخراج العثمانيين من عدن، فزاروا صنعاء والمخا ولكنهم عاملوا سفير الإنجليز معاملة سيئة ورفضوا عرضه. كانت الأمور مختلفة عندما استقل العبادلة بلحج والمدينة، فوقعوا معاهدة مع الإنجليز عام 1802 تقضي ببنائهم مصنعا في كريتر وخصص مقبرة خاصة للرعايا الإنجليز مجاناَ، كان العبدلي يريد الحماية الإنجليزية من القبائل. قُتل السلطان فضل بن علي من قبل مسلحي يافع ثم غزا أحد مشايخ الحجرية لحج وحاصرها لخمسة أشهر وحاصرها العوالق كذلك بثمانية آلاف مقاتل ولم يغادروا إلا بعد أن دفع لهم السلطان أحمد بن عبد الكريم سبعة آلاف دولار. ثم هاجم آل فضل عدن سنة 1836.

#### الاحتلال البريطاني

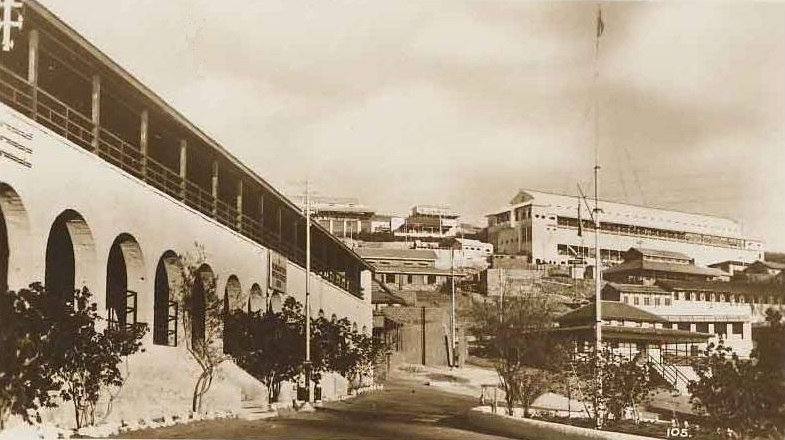
مقر القوات البريطانية في عدن، اقتصاص من بطاقة بريدية نشرت في 1935.

أحكمت الإمبراطورية البريطانية سيطرتها على المدينة في يناير 1839، بسبعمائة من المشاة وقتلت 150 من المقاومة العدنية. ووفقاً للرواية الإنجليزية، فإن باخرة هندية تابعة لبريطانيا حطت رحالها في عدن عام 1837، فهاجمها عرب من عدن وسرقوا كل ما بداخلها. فقام الكابتن «ستافورد هاينز» بزيارة عدن في 28 ديسمبر من نفس السنة، وألتقى بسلطان لحج الذي نفى أي علاقة له بالحادثة، ولكن الكابتن هاينز لم يصدقه كونه رأى بضاعة السفينة تباع علناً في سوق المدينة، وفقا للرواية الإنجليزية. فطالب الإنجليز السلطان بدفع تعويضات قدرها 12,000 دولار دفع منها السلطان 7,808 على أن يعيد الباقي خلال سنة وأن يتخلى عن عدن للإنجليز مقابل معاش سنوي قدره 8,700 دولار،  إلا إن ابن السلطان العبدلي رفض المعاهدة، وقاتل الإنجليز فنزل الكابتن سميث بسبعمائة من المشاة محذراً ابن السلطان مطالباً إياه بالالتزام بالمعاهدة، فرفض السلطان وقُتل من الإنجليز خمسة عشر جنديا مقابل 150 عدني وكان عدد سكان المدينة حينها لا يتجاوز 600 نسمة.

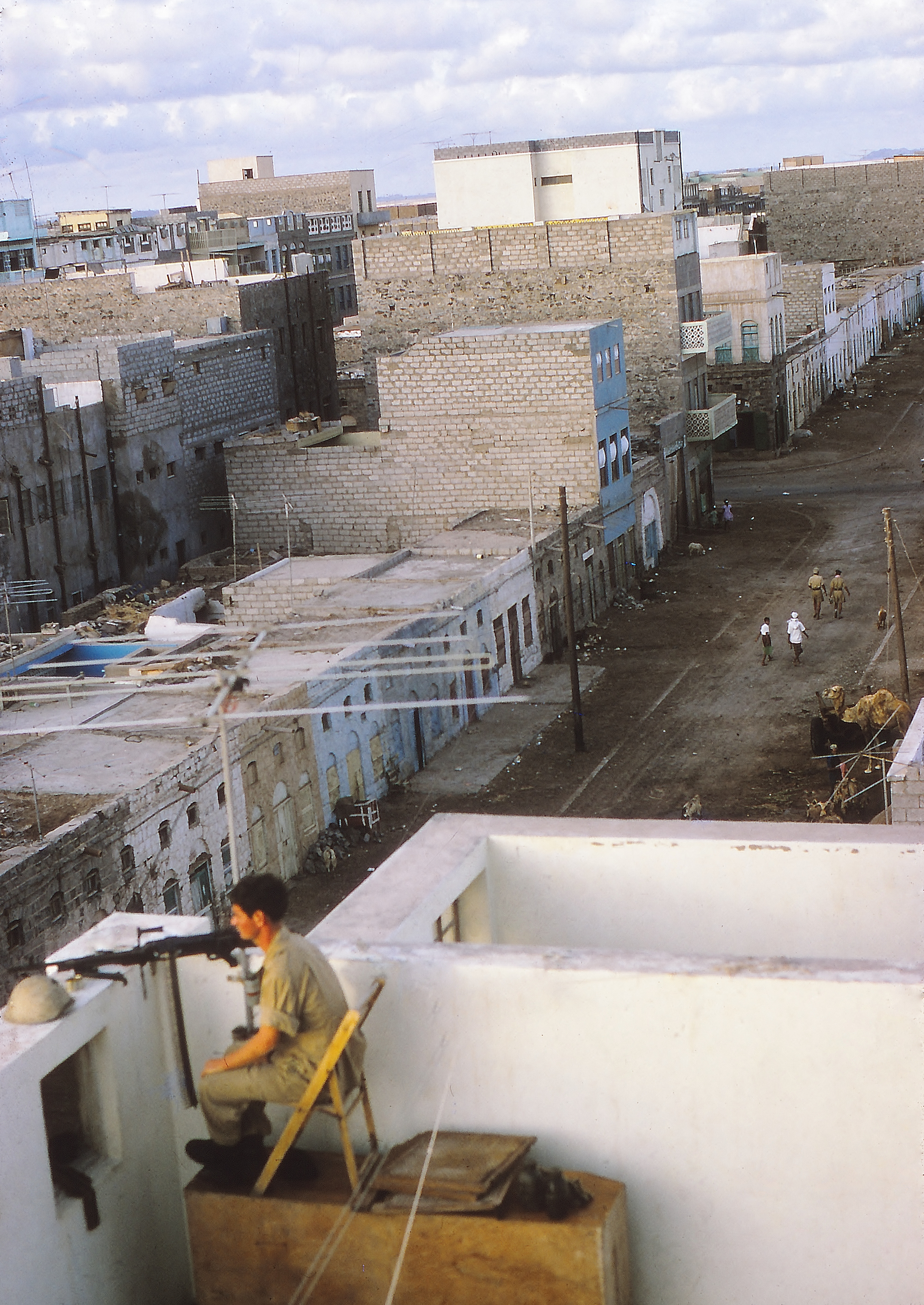
صورة من منطقة الشيخ عثمان في 1967 يظهر فيها جندي بريطاني

حاول العبادلة وآل فضل عام 1841 مهاجمة الإنجليز في عدن بقوة تعدادها خمسة آلاف مقاتل، تصدى الإنجليز لها وخسرت القبائل مئتي رجل وتراجعوا. أعلن الكابتن ستافورد هاينز عدن منطقة حرة. فانتعشت عدن من جديد بعد ثلاثمائة سنة من الركود، واستوطنها تجار يهود وفرس وهنود، واعتمد الإنجليز على تقسيم صارم بين المدينة والريف. عام 1872، عاد العثمانيون إلى شمال اليمن وأسسوا ولاية اليمن وقسموها لأربع ألوية لواء صنعاء، لواء تعز، لواء عسير، ولواء الحديدة ولم يعترف العثمانيون بسلطة الإنجليز في الجنوب فسيطروا على الضالع التي فر سلطانها إلى عدن طالباً العون من الإنجليز. فسيطر الإنجليز على الضالع وأجبروا العثمانيين على ترسيم الحدود، وذلك الترسيم هو ما قسم اليمن إلى «شمال» و«جنوب»،  وتذكر المصادر البريطانية أن العرب لم يهتموا بهذا الخط الفاصل تلك الأيام،  وكان الأئمة الزيدية يقاتلون العثمانيين دون توقف، فأُنهك العثمانيون وتمكن الإمام يحيى حميد الدين إجبارهم على الاستسلام. ودعا الإمام يحيى القبائل المحمية من الإنجليز للوحدة، فعمد الإنجليز لتبني سياسات أكثر صرامة لحماية مصالحهم وعززوا من المشاعر الانفصالية.
خلال أربعينيات وخمسينيات القرن العشرين، كانت عدن قد أصبحت أحد أكثر موانئ العالم نشاطاً، بل كانت الثانية في الترتيب بعد نيويورك. وكانت عدن جزءاً من الهند البريطانية إلى أن أصبحت مستعمرة عام 1937. وبحلول الخمسينيات أدرك الإنجليز أنهم لن يستطيعوا الاستمرار بإدارة عدن مباشرة، ففكروا بإقامة كيان بعيد عن موجة القومية العربية التي اجتاحت المنطقة، فأقاموا ما أسموه اتحاد إمارات الجنوب العربي، وهو اتحاد فيدرالي يشمل المحميات الغربية حول عدن ولكنه فشل لافتقار المشيخات للخبرة في الحكم،  وعارضت سلطنة لحج الاتحاد وكان هناك خلاف بين السلاطين عن هوية رئيسه.

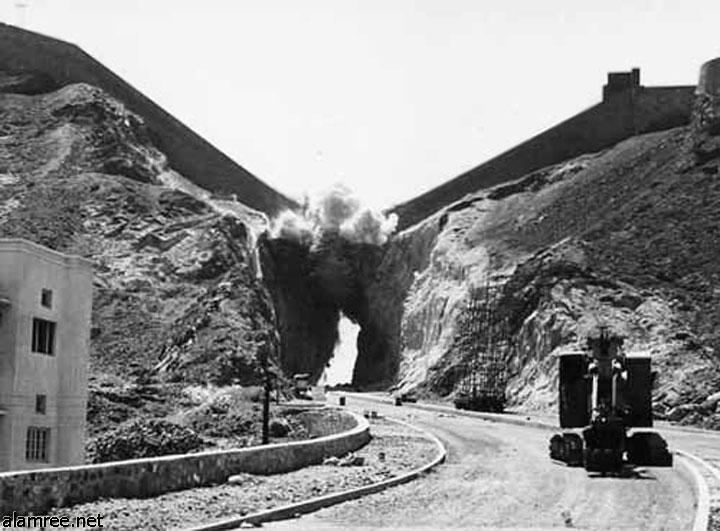
تفجير باب عدن في مارس 1963 بحجة توسعة الطريق.

وبالإضافة لرفض السلطنة الكثيرية والسلطنة القعيطية التي كانتا تسيطران على حضرموت وسلطان سلطنة المهرة إقامة حكم اتحادي يجمعهم، ورفض النخبة الاجتماعية المتعلمة التي كانت مسيطرة على عدن الاتحاد مع المشيخات التي اعتبروها متخلفة وأمية إلى حد كبير. بينما كانت المشيخات تخشى إسقاطها في أسوأ السيناريوهات أو نفوذ سياسي محدود بهيمنة النخبة العدنية.
ففشل الاتحاد وأقام الإنجليز اتحاد الجنوب العربي، ولم يستمر لاشتعال ثورة 14 أكتوبر عام 1963. اندلعت ثورة أكتوبر بسبب قتل البريطانيين لسبعة مواطنين من ردفان، وتأثراً بثورة 26 سبتمبر، وظهرت حركات مقاومة مثل جبهة التحرير القومية المدعومة من الجيش المصري، وأعلنت حالة الطوارئ (إنجليزية: Aden Emergency) في 10 ديسمبر 1963، عندما ألقى عناصر من جبهة التحرير القومية قنبلة أدت إلى مقتل المندوب البريطاني السامي. فأعلنت بريطانيا أنها ستخرج من عدن عام 1968، وهو ما فجّر أعمال العنف بين فصائل ما سمي ب«ًا لمقاومة» لاحتكار تقرير المصير عقب خروج الإنجليز.

#### بعد الاستقلال

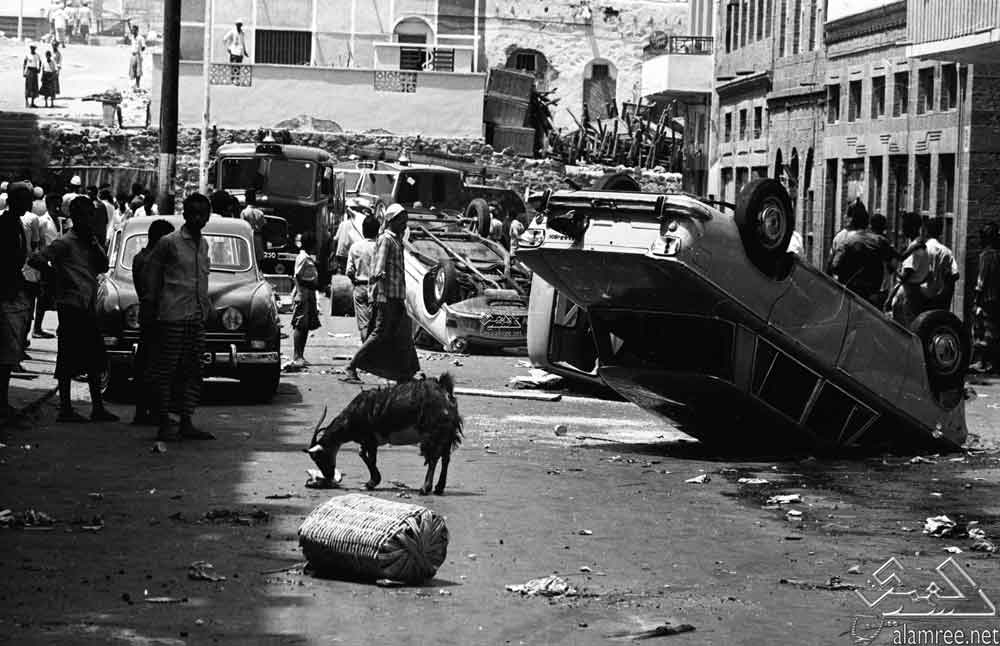
متظاهرون غاضبون في كريتر 4 أكتوبر 1965.

خرج آخر جندي بريطاني من عدن في 30 نوفمبر 1967، وكان للجبهة القومية للتحرير اليد العليا على حساب جبهة تحرير جنوب اليمن المحتل التي انقسم أعضائها ما بين منضم للجبهة القومية أو الرحيل لشمال اليمن، فرحل عبد الله الأصنج ومحمد باسندوة لشمال اليمن. تولى قحطان الشعبي رئاسة الدولة الجديدة وتم ضم مشيخات المحمية الشرقية في حضرموت والمهرة إلى الدولة الجديدة. تولى الشعبي دولة جديدة باقتصاد منهار، فغادر العمال المدنيين ورجال الأعمال وتوقف الدعم الإنجليزي وكان لإغلاق قناة السويس عام 1967 دوراً هاماً في اقتصاد الدولة فقد قلل عدد السفن العابرة لعدن بنسبة 75%.
قسمت الدولة الجديدة لست محافظات في 11 ديسمبر 1967، وذلك لإنهاء لمظاهر القبلية في الدولة وتجاهل الحدود القبلية بين المشيخات البائدة. وفي 20 مارس 1968 عزل قحطان كل القيادات اليسارية من الحكومة وعضوية الحزب وتمكن من إخماد تمرد قادته فصائل يسارية في الجيش من شهر مايو نفس العام، وواجه تمردات جديدة من اطراف يسارية في شهور يوليو، أغسطس وديسمبر من 1968. ذلك أن كل الدول العربية استقبلت الجبهة القومية للتحرير استقبالاً بارداً، فأنظمة مثل مصر أرادوا دمج الجبهة القومية مع جبهة تحرير جنوب اليمن المحتل،  حيث كان القسم اليساري أكثر عدداً من أنصار قحطان الشعبي، وأراد هؤلاء نظاما يقود الجموع ويواجه التحديات الكبيرة التي تواجه الدولة الجديدة أهمها إفلاس الخزينة.
قام قحطان الشعبي بفصل وزير الداخلية محمد علي هيثم في 16 يونيو 1969، ولكن الأخير بعلاقاته مع القبائل والجيش، أعاد تجميع القوى اليسارية التي فرقها الرئيس قحطان الشعبي، وتمكنوا من اعتقاله ووضعه رهن الإقامة الجبرية في 22 يونيو من نفس العام،  وشُكِّلَت لجنة رئاسية من خمسة أشخاص، سالم رُبيِّع علي الذي أصبح رئيساً ومحمد صالح العولقي وعلي عنتر وعبد الفتاح إسماعيل ومحمد علي هيثم الذي أصبح رئيسا للوزراء. واتخذت هذه المجموعة خطاً يسارياً متطرفاً، فأعلنت تأييدها للفلسطينيين ولثورة ظفار وقوت علاقتها مع الاتحاد السوفيتي، فقطعت ألمانيا الغربية علاقتها بالدولة لاعترافها بألمانيا الشرقية وقطعت الولايات المتحدة علاقتها كذلك في أكتوبر عام 1969، وقامت القوى الجديدة بإصدار دستور جديد، تأميم البنوك الأجنبية وشركات التأمين وغيروا اسم الدولة إلى جمهورية اليمن الديمقراطية الشعبية تماشيا مع منهج الماركسية اللينينية الذي انتهجوه. وتم تأسيس اقتصاد مخطط مركزيا. وكان ميناء عدن مصدر الدخل القومي الأكبر لجمهورية اليمن الجنوبي، ولكن إغلاق قناة السويس من قبل إسرائيل - عندما ضربت سفينة داخل المياه المصرية الإقليمية - قلل من النشاطات التجارية في الميناء.
أراد سالم ربيع علي تبنّي منهجا عملياً، فتواصل مع رئيس اليمن الشمالي إبراهيم الحمدي وكان يريد علاقات طبيعية مع الدول الغربية، وفي عهده تأسست العلاقات بين اليمن الجنوبي والسعودية عام 1976،  كان الرئيس سالمين كما يُعرف، يطمع لمزيد من الدعم السوفييتي فعقد العلاقات مع السعودية أقلق السوفييت ودفعهم لزيادة المساعدات ولكن العلاقات مع السعودية توترت من جديد عام 1977 عقب اغتيال رئيس اليمن الشمالي إبراهيم الحمدي،  ويُعتقد أن سالم ربيع علي دبر عملية اغتيال أحمد حسين الغشمي انتقاماً لإبراهيم الحمدي. فخضع سالم ربيع علي لمحاكمة سريعة انتهت بإعدامه وتولي عبد الفتاح إسماعيل رئاسة اليمن الجنوبي. وتوترت العلاقات مع شمال اليمن، بسبب دعم فتاح للفصائل المعارضة لعلي عبد الله صالح وكان أكثر تعصباً ممن سبقه ونشطت العلاقات مع الاتحاد السوفيتي على نحو غير مسبوق، فقامت حرب الجبهة عام 1978 تدخل فيها الاتحاد السوفيتي والولايات المتحدة.

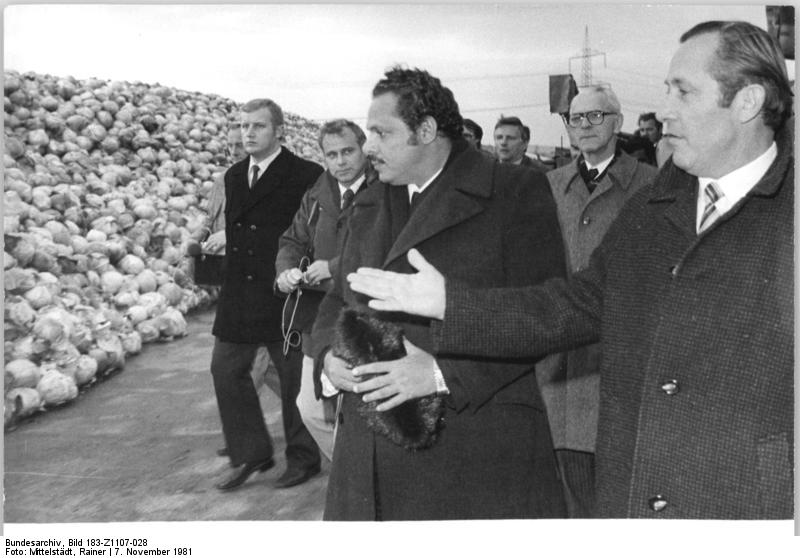
علي ناصر محمد في ألمانيا عام 1981

تمكن علي ناصر محمد من إجبار عبد الفتاح إسماعيل الجوفي على الاستقالة لـ«أسباب صحية» ونفي إسماعيل إلى موسكو بعد أقل من سنتين على توليه الرئاسة،  رغم منهج جمهورية اليمن الديمقراطية الشعبية وإزالتها للمظاهر القبلية، إلا أن القبيلة بقيت حية في السياسيين والعامة رغم تعرية مشايخ القبائل من سلطاتهم، فالمحاباة والمحسوبية القبلية والمناطقية بقيت في جنوب اليمن إذ كانت القوى السياسية تستدعي انتمائتها القبلية والمناطقية خلال الأزمات.
وبحلول يناير 1986 كانت عدن ممزقة بسبب تناحر فصيلين في الحزب الاشتراكي الحاكم، عندما أقدم حراس الرئيس علي ناصر محمد على هجوم مفاجئ على مكتب الحزب السياسي في عدن في 13 يناير 1986، فكانت تلك بداية حرب 1986 الأهلية في جنوب اليمن. كان أساس الحرب مناطقيا، فعلي ناصر محمد من محافظة أبين بينما كان جل المقتولين في مكتب الحزب السياسي من الضالع ولحج. فقامت ألوية عسكرية من تلك المناطق بقصف عدن من البر والبحر، مما أجبر علي ناصر محمد على الهرب ونزح مئات الآلاف من المدنيين والعسكريين لشمال اليمن منهم عبد ربه منصور هادي. ولحق ذلك عمليات قتل وتصفية ممنهجة ضد أبناء محافظة أبين، بتهمة أنهم كانوا متعاونين مع علي ناصر محمد، فقُتل قرابة عشرة آلاف شخص وهاجر الآلاف نحو اليمن الشمالي جلهم كان من أبين وشبوة.

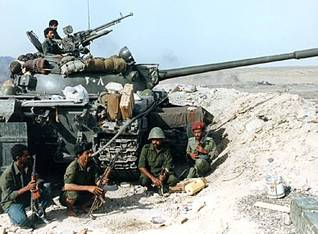
صور من الحرب الأهلية اليمنية عام 1994.

وشكلت تلك الحرب نهاية دولة جمهورية اليمن الديمقراطية الشعبية وتولى حيدر أبو بكر العطاس الرئاسة حتى 22 مايو 1990 واندماج اليمن الجنوبي مع اليمن الشمالي وقيام الجمهورية اليمنية، واعتبر حينها علي سالم البيض نائبا لعلي عبد الله صالح، وحيدر أبو بكر العطاس رئيساً للحكومة، وبعد انتخابات 1993، بدأت الصراعات ضمن الائتلاف الحاكم وقام نائب الرئيس علي سالم البيض بالاعتكاف في عدن، في أغسطس 1993 وتدهور الوضع الأمني العام في البلاد، وفشل الدمج التام للجيشين، فاشتبكت القوات الجنوبية التي نُقلت إلى عمران مع القوات الشمالية هناك، واشتبكت قوات العمالقة الشمالية التي نقلت إلى إبين مع القوات الجنوبية، ووقعت الأطراف السياسية على وثيقة العهد والاتفاق 1994، في العاصمة الأردنية، في 20 فبراير 1994، لمحاولة إنهاء الأزمة، وأدت الأحداث المتتابعة إلى اندلاع حرب صيف 1994، والتحق القادة العسكريين الجنوبيين الفارين بعد أحداث 1986 بصفوف القوات الموالية للرئيس السابق علي عبد الله صالح،  وساندوا جيش الوحدة في الحرب ضد رفاقهم السابقين عام 1994 في الحرب على الانفصاليين. وفي طليعة هؤلاء برزت مجموعة من ألمع الضباط، مثل الرئيس عبد ربه منصور هادي الذي أصبح وزير الدفاع آنذاك، ورئيس الأركان السابق اللواء عبد الله عليوة، واللواء سالم قطن الذي اغتاله مسلح قاعدي، وبعد الحرب عُيّن عبد ربه منصور هادي نائباً لرئيس الجمهورية، وظل في منصبه حتى 2012، عندما انتخب رئيساً للبلاد.

#### العاصمة المؤقتة عدن
ظلت عدن في حالة ركود سياسي ل25 عاماً حتى لجوء الرئيس عبد ربه منصور هادي إليها، ومباشرة أعماله من القصر الجمهوري بعدن، وأعلن هادي عدن عاصمة مؤقتة في 7 مارس 2015،  بدلاً من صنعاء التي وصفها بالمحتلة من الحوثيين. وذلك بعد سيطرة الحوثيين على صنعاء في 21 سبتمبر 2015، وفرضهم حصاراً على القصر الجمهوري ومنزل الرئيس هادي في 20 يناير، وقدم هادي استقالته في 22 يناير إلى البرلمان الذي لم يعقد جلسة لقبول الاستقالة أو رفضها، وظل هادي قيد الإقامة الجبرية التي فرضها الحوثيون عليه، حتى تمكن من المغادرة إلى عدن في 21 فبراير 2015،  وتراجع عن استقالته، وأعلن بياناً قال فيه «أن جميع القرارات التي اتخذت من 21 سبتمبر باطلة ولا شرعية لها».
ونقلت بعض السفارات العربية والأجنبية إلى عدن،  وتمكن وزير الدفاع محمود الصبيحي من مغادرة صنعاء إلى عدن والتقى فيها الرئيس هادي.
في 4 مارس 2016، اقتحم مسلحون مجهولون دار الأم تريزا في المدينة وقتلوا ستة عشر شخصاً بينهن أربع راهبات. كما تعرضت عدد من كنائس المدينة القديمة للتدمير على يد متطرفين إسلاميين منذ منتصف العام 2015.

## التركيبة السكانية

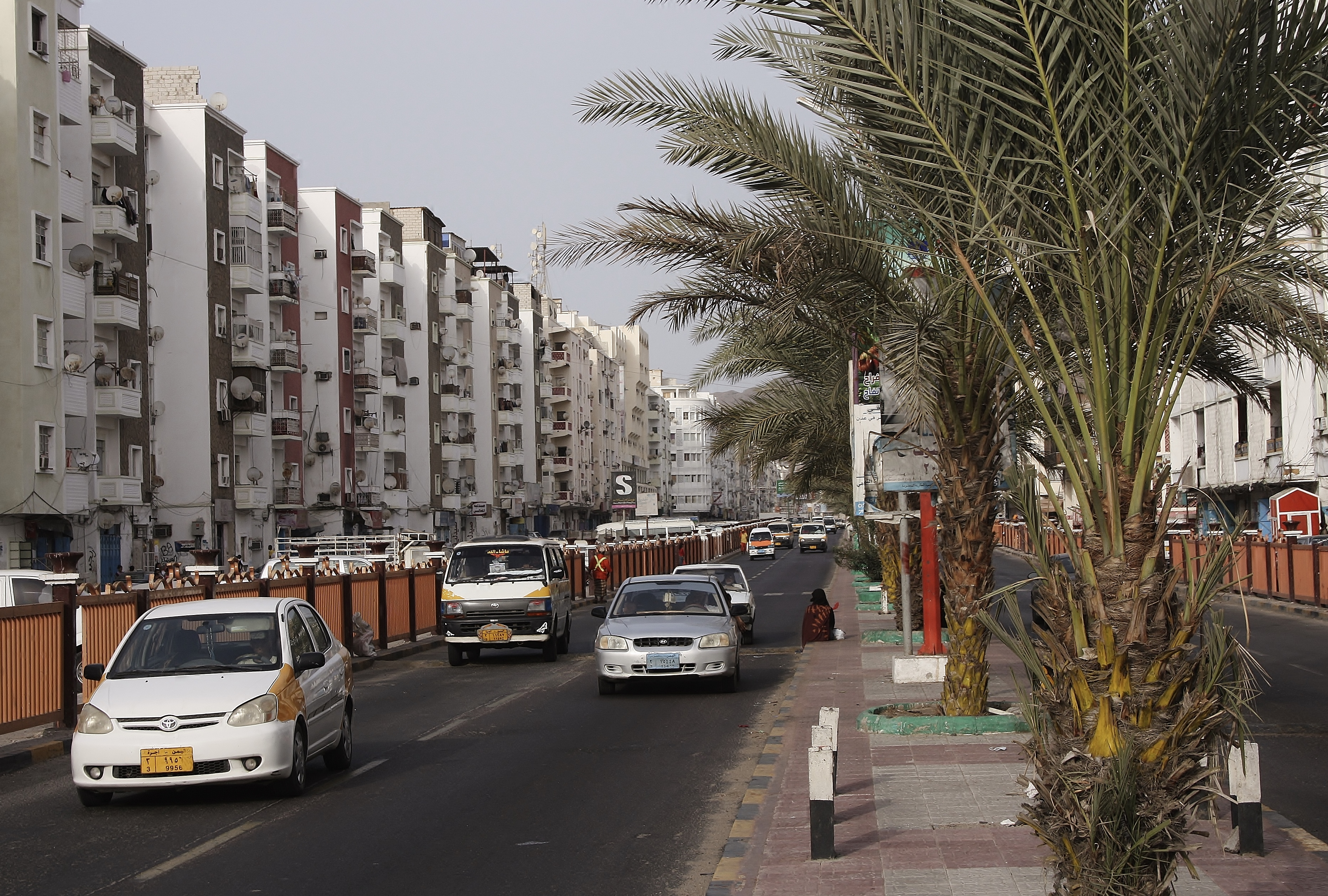
شارع المعلا الرئيسي

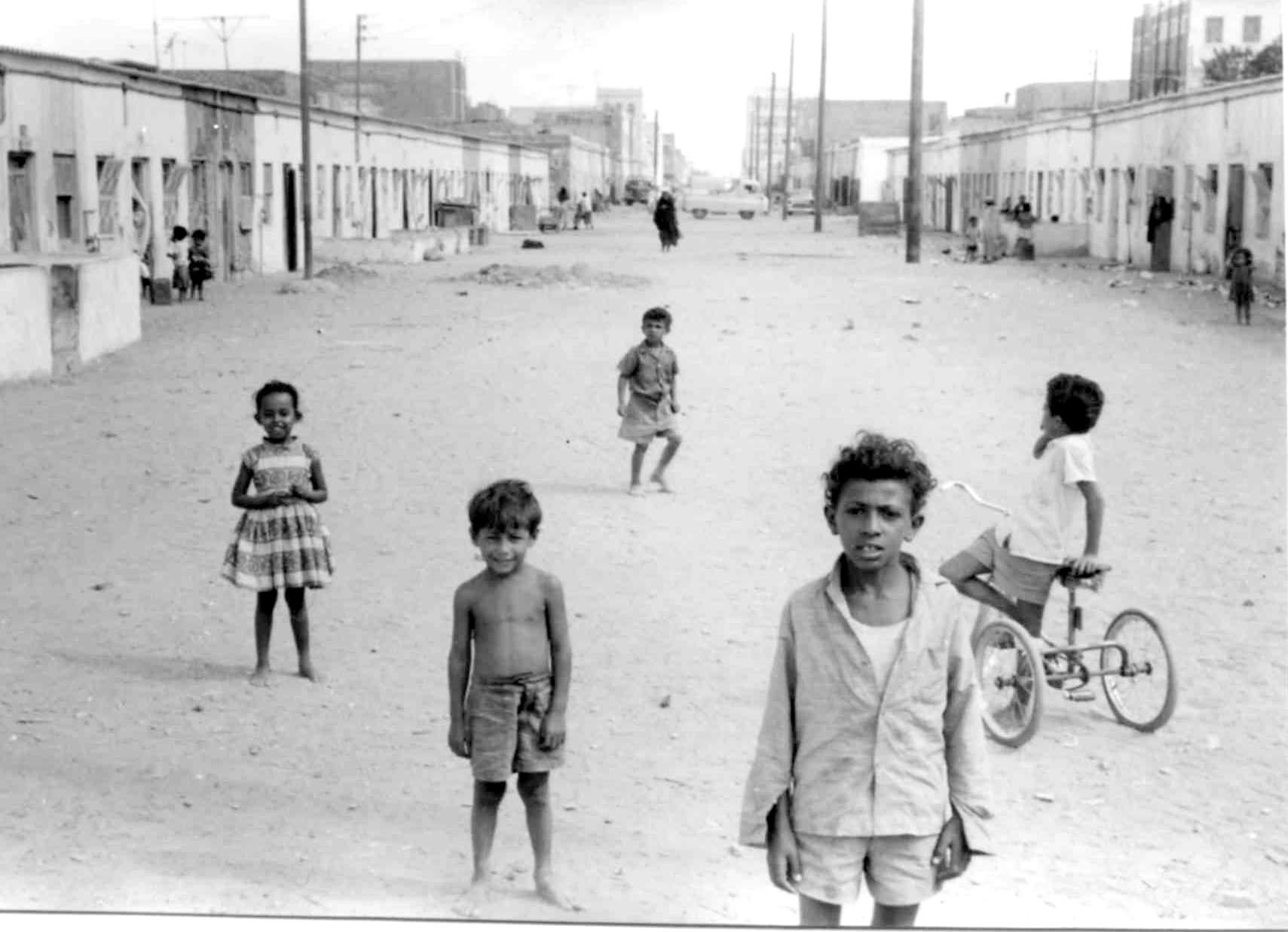
أطفال في عدن 1967

بلغ عدد سكان عدن 865,000 نسمة بحسب الإسقاط السكاني لعام 2015،  ووفقاً لنتائج التعداد السكاني لعام 2004 م كان تعداد عدن 589,419 نسمة، وهو يشكل ما نسبته 3% من إجمالي سكان اليمن. ينمو عدد السكان بمعدل 3.77% سنوياً.

### سكان المديريات
يتوزع السكان والمساكن والأسر على مستوى المديريات على النحو التالي:
| م               | المديرية        | إجمالي السكان | الإناث  | الذكور  | عدد الأسر |
| --------------- | --------------- | ------------- | ------- | ------- | --------- |
| 1               | دار سعد         | 79712         | 37311   | 42398   | 12487     |
| 2               | الشيخ عثمان     | 105248        | 47060   | 58180   | 15277     |
| 3               | المنصورة        | 114931        | 53269   | 61578   | 16760     |
| 4               | البريقه         | 62405         | 30212   | 32137   | 9630      |
| 5               | التواهي         | 52984         | 25671   | 27303   | 8569      |
| 6               | المعلا          | 49891         | 23521   | 26290   | 8147      |
| 7               | صيره            | 76723         | 36739   | 39940   | 12893     |
| 8               | خور مكسر        | 47044         | 21716   | 25264   | 6796      |
| إجمالي المحافظة | إجمالي المحافظة | 589,419       | 275,864 | 313,555 | 90,667    |

### التوزيع الحضري
شهدت كل محافظات اليمن تحولات هامة في نسبة سكان الريف والحضر، بين تعداد اليمن 1994 وتعداد 2004 وتمثل هذا التحول في نمو سكان الحضر، حيث تشير نتائج تعداد 1994م أن نسبة سكان الحضر كانت (23,5%) بينما ارتفعت هذه النسبة لتصل عام 2004م إلى حوالي (28,64%)، مما يؤكد أن النمط الريفي هو السائد في الجمهورية اليمنية. وقد شهدت اليمن نمواً في سكان الحضر في المدن الرئيسة بشكل أكبر من المدن الأخرى ويتضح ذلك من خلال نمو السكان في العاصمة صنعاء ومدينة عدن والحديدة حيث يمثل الحضر في العاصمة صنعاء 97,7% بينما يمثل الريف 3.3% وتصل النسبة إلى 100% في عدن إلا أن التحضر في المدن الرئيسية في اليمن وخاصة العاصمة صنعاء تحضر زائف حيث ينتقل السكان من الريف إلى المدينة مع احتفاظهم بعاداتهم وتقاليدهم دون تغيير ومنها العادات السيئة كما أن الهجرة لا تغير من مستوى معيشة الفرد لتصبح الهجرة مجرد تغيير مكان الإقامة.

## الجغرافيا والمناخ

### الموقع

موقع عدن بالنسبة لليمن

تقع عدن على ساحل خليج عدن، وتبعد عن العاصمة صنعاء بمسافة تصل إلى حوالي (363) كيلو متراً، وتقع بين دائرتي عرض 47- 12 شمال خط الاستواء،  وعلى ارتفاع 6 متر عن مستوى سطح البحر، وتحيط بها محافظة لحج من الشمال والشرق، ومحافظة أبين من الشمال الغربي، ولعدن منفذ جوي يتمثل في مطار عدن الدولي، ومنفذ بحري يتمثل في ميناء عدن، ولها طرق برية من الشمال يربطها بلحج وأبين وتعز.

### التضاريس

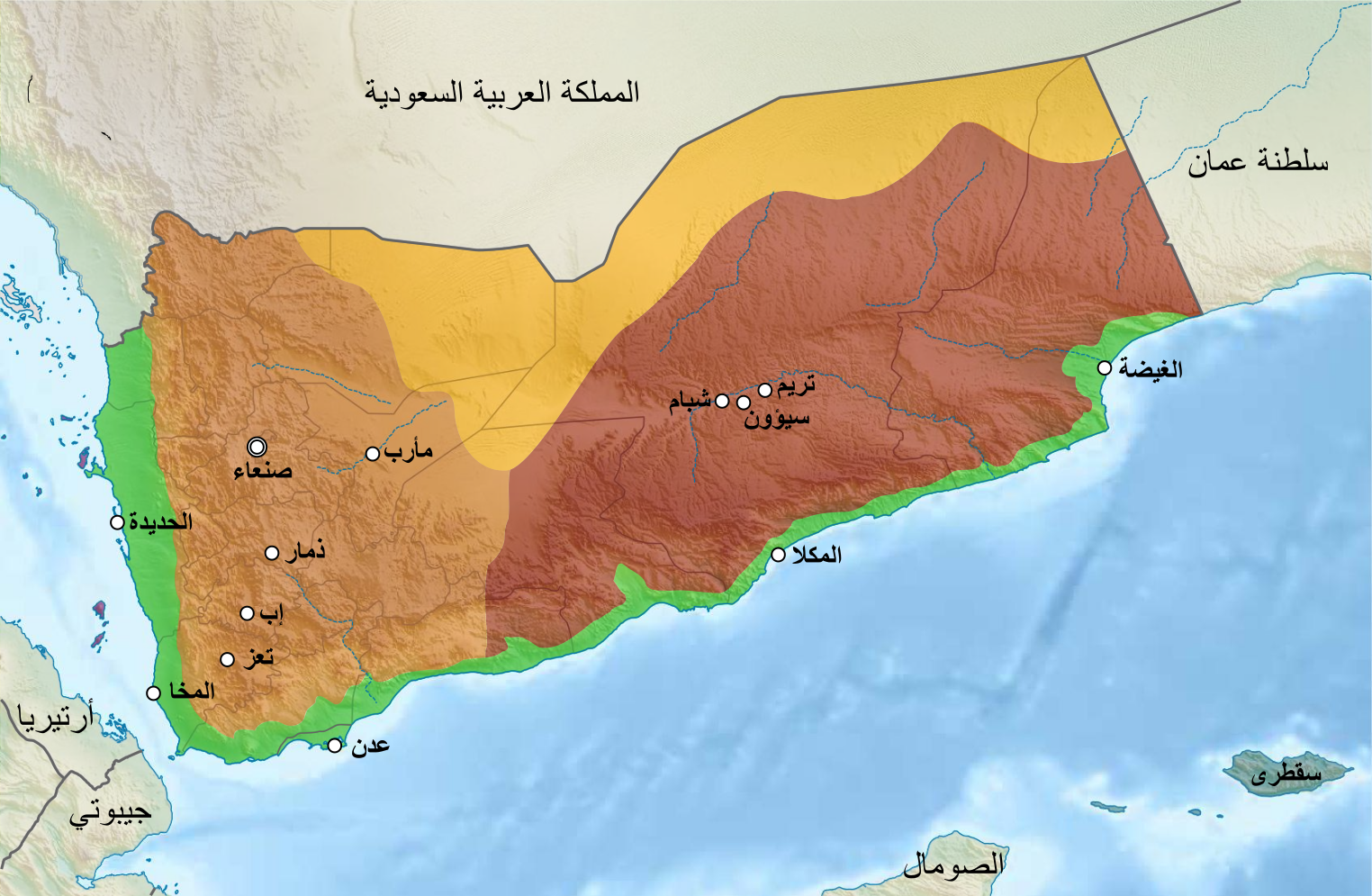
تضاريس اليمن.

مدينة عدن مدينة ساحلية، حيث تطل على مسطح مائي كبير هو خليج عدن، الذي بدوره ينفتح على المحيط الهندي، كما أن شكل مدينة عدن بشكل شبه جزيرتين ساعد هذا العامل لتنفرد مدينة عدن بهذه الخصوصية مما أثر ذلك بشكل واضح في حدوث ظاهرة نسيم البر والبحر، التي تحدث بفعل التبادل الهوائي لليابسة والماء أثناء الليل والنهار، كما أثر موقعها من السطح المائي في المدى الحراري اليومي والسنوي، ولا يعني ذلك بأنه لا توجد فروق كبيرة في درجات الحرارة بالنسبة للصيف والشتاء.
ينحدر سطح مدينة عدن جنوباً، وتظهر المرتفعات في الجزء الجنوبي من عدن متمثلة في مرتفعات جبل شمسان التي تزيد أعلى قممها عن 500م، ومرتفعات جبل احسان وجبل المزلقم في عدن الصغرى، وهي أقل ارتفاعاً من جبل شمسان، ولا تختلف مرتفعات عدن عن بقية مرتفعات اليمن من حيث التكوين، فهي ذات أصل بركاني، وبالرغم من احتلال المرتفعات الجبلية مساحات كبيرة من المدينة إلا أن تأثيرها ضعيف ومحدود في مناخ مدينة عدن.

### المناخ
مناخ عدن حار نسبياً خلال أيام السنة، ويصل متوسط درجة الحرارة في عدن خلال أيام السنة بحدود 27 درجة مئوية، وتبلغ نسبة الرطوبة بين 62% - 73%.، هطول الأمطار في عدن بصورة عامة قليل وغالباً ما تكون الأمطار شتوية ربيعية وتندر في الصيف.
| البيانات المناخية لـعدن           | البيانات المناخية لـعدن | البيانات المناخية لـعدن | البيانات المناخية لـعدن | البيانات المناخية لـعدن | البيانات المناخية لـعدن | البيانات المناخية لـعدن | البيانات المناخية لـعدن | البيانات المناخية لـعدن | البيانات المناخية لـعدن | البيانات المناخية لـعدن | البيانات المناخية لـعدن | البيانات المناخية لـعدن | البيانات المناخية لـعدن |
| الشهر                             | يناير                   | فبراير                  | مارس                    | أبريل                   | مايو                    | يونيو                   | يوليو                   | أغسطس                   | سبتمبر                  | أكتوبر                  | نوفمبر                  | ديسمبر                  | المعدل السنوي           |
| --------------------------------- | ----------------------- | ----------------------- | ----------------------- | ----------------------- | ----------------------- | ----------------------- | ----------------------- | ----------------------- | ----------------------- | ----------------------- | ----------------------- | ----------------------- | ----------------------- |
| متوسط درجة الحرارة الكبرى °م (°ف) | 28 (82)                 | 29 (84)                 | 30 (86)                 | 32 (90)                 | 35 (95)                 | 37 (99)                 | 36 (97)                 | 36 (97)                 | 35 (95)                 | 33 (91)                 | 31 (88)                 | 29 (84)                 | 33 (91)                 |
| متوسط درجة الحرارة الصغرى °م (°ف) | 23 (73)                 | 23 (73)                 | 23 (73)                 | 25 (77)                 | 28 (82)                 | 29 (84)                 | 29 (84)                 | 29 (84)                 | 29 (84)                 | 26 (79)                 | 24 (75)                 | 23 (73)                 | 26 (78)                 |
| معدل هطول الأمطار مم (إنش)        | 3 (0.1)                 | 4 (0.2)                 | 6 (0.2)                 | 5 (0.2)                 | 1 (0.0)                 | 1 (0.0)                 | 4 (0.2)                 | 4 (0.2)                 | 7 (0.3)                 | 1 (0.0)                 | 2 (0.1)                 | 2 (0.1)                 | 40 (1.6)                |
| متوسط الأيام الممطرة              | 1                       | 1                       | 1                       | 0                       | 0                       | 0                       | 1                       | 1                       | 0                       | 0                       | 0                       | 0                       | 5                       |
| ساعات سطوع الشمس اليومية          | 8                       | 8                       | 9                       | 9                       | 10                      | 9                       | 7                       | 8                       | 9                       | 10                      | 9                       | 9                       | 9                       |
| المصدر: Weather2Travel            |                         |                         |                         |                         |                         |                         |                         |                         |                         |                         |                         |                         |                         |

## البيئة

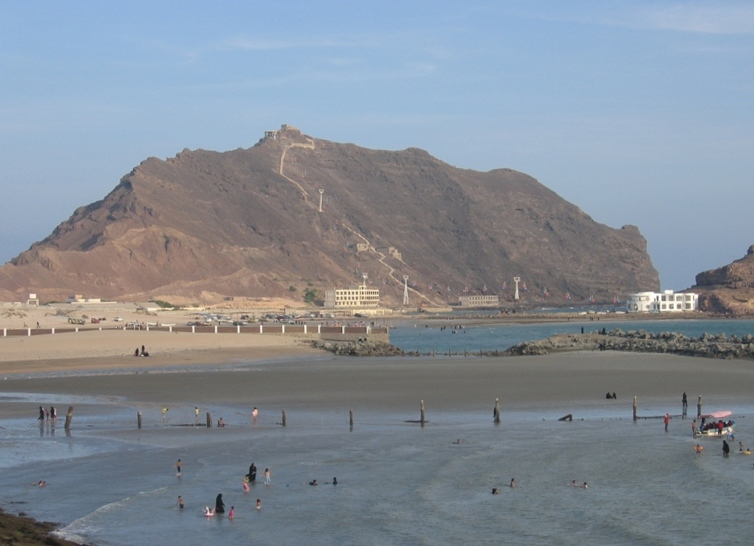
من شواطىء عدن

### السواحل
معظم سواحل محافظة عدن على امتداد الشريط الساحلي هي سواحل رملية، وتمتلك المحافظة شواطئ ساحلية ومنها الساحل الذهبي بمديرية التواهي وساحل أبين بخور مكسر وشاطئ الغدير وشاطئ كود النمر بالبريقة.

### الجزر البحرية

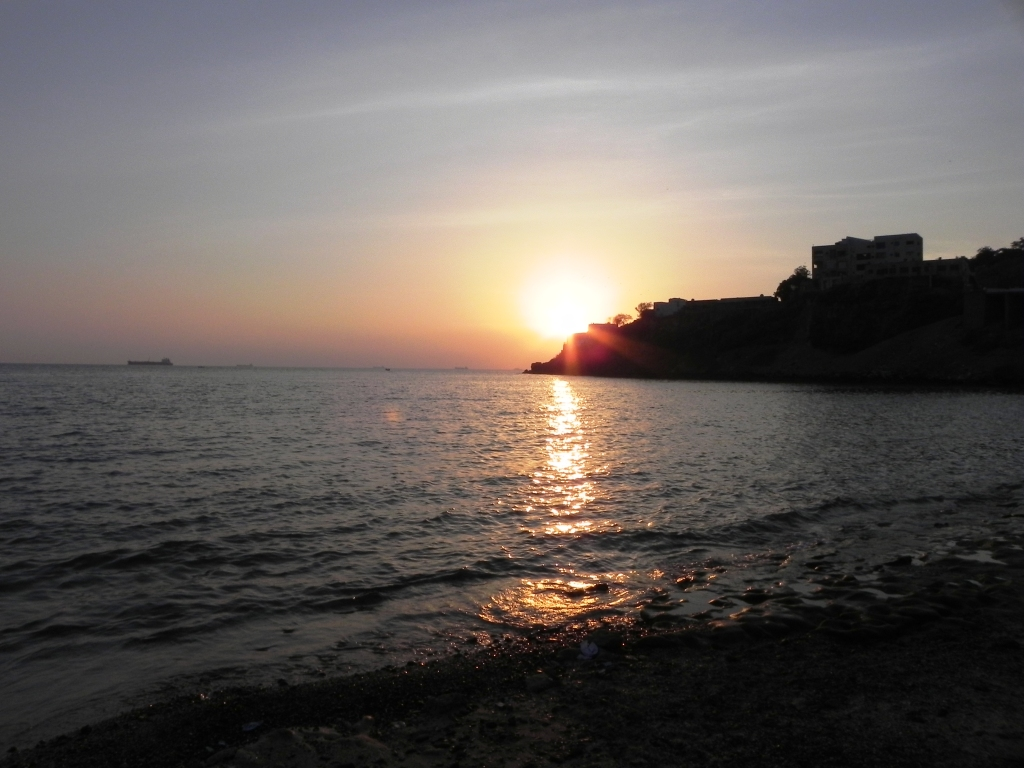
الساحل الذهبي بعدن

هناك حوالي 21 جزيرة حول شبه جزيرتي عدن وعدن الصغرى ورأس عمران، وهي في الغالب جزر صخرية تحيط بجزء منها شعاب مرجانية غير مكتملة وأغلبها تعتبر مناطق اصطياد، عدد من الجزر قائم عليها أنشطة عديدة وخاصة في جزيرة العمال وجزيرة صيرة.

### التنوع الحيواني البري والأليف
تعتبر اليمن من الدول الغنية بأنواع الطيور في الشرق الأوسط نظرا لتوافر العديد من البيئات الساحلية المناسبة التي ساعدت على اجتذاب العديد من الطيور المهاجرة في مواقع الأراضي الرطبة والسواحل والجزر، وسجلت منطقة عدن (خور مكسر- الحسوة) ضمن قائمة المناطق الهامة لمنظمة الطيور العالمية باعتبارها موئلاً منتظماً لآخر ثلاثة أنواع مهددة بالانقراض عالمياً هي: عقاب سعفاء كبرى، نورسية وعقاب ملكي شرقي.
هناك العشرات من أنواع الطيور سجلت في الأراضي الرطبة في عدن ومنطقة مستنقع (كالتكس)، الغنية بتنوع كبير من الطيور المستوطنة والمهاجرة، ومنها الطيور التي تتواجد على مدار السنة، ويتواجد في المنطقة العديد من الطيور منها، طيور النحام الكبير والنحام القزم، وبلشون الصخر، وأبو ملعقة، والخرشنة الخطافية وطائر النورس.

## الاقتصاد والنقل

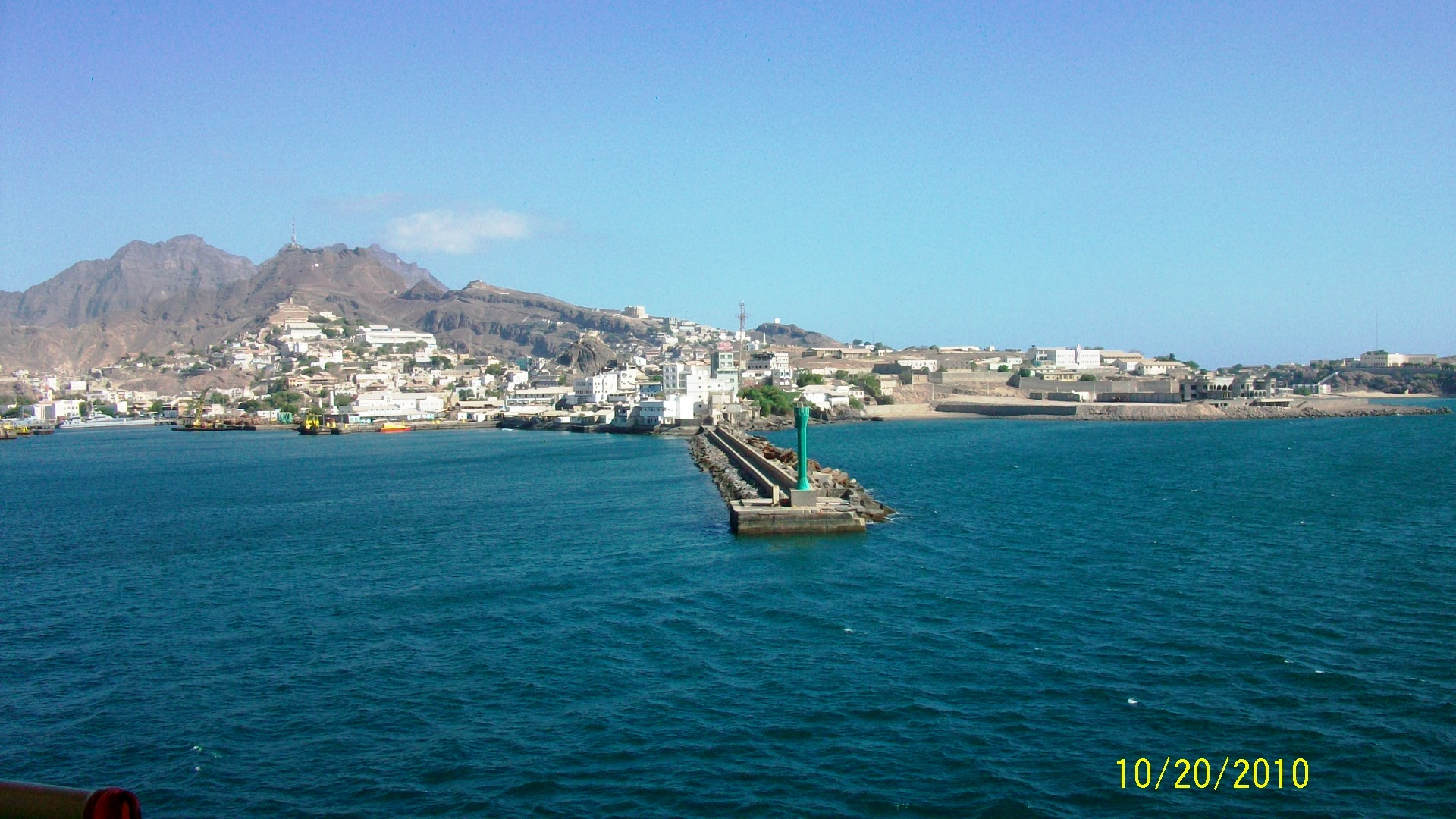
منارة صغيرة خضراء اللون بميناء عدن، وتوجد أخرى (منارة عدن) بيضاء اللون

يتمثل النشاط الصناعي في عدن، من مجموعة المصانع والوحدات الإنتاجية وفي طليعتها مصفاة النفط حيث تعتبر مصفاة البترول في عدن من أوائل المصافي التي أنشئت في المنطقة، وبدء في تشغيلها عام 1954م، وتتبع شركة مصافي عدن مرافق مثل ميناء ناقلات النفط، وشبكة صهاريج التخزين، ومركز لتموين السفن بالوقود.
تاريخياً، كانت عدن محطة لاستيراد السلع من الساحل الأفريقي ومن أوروبا، والولايات المتحدة، والهند. واعتبارا من عام 1920، كانت عدن مركز تجاري رئيسي للتجارة في شبه الجزيرة العربية، وكان الميناء يقوم بتصدير كميات صغيرة من المنتجات المحلية، إلى معظم الموانئ العربية، وكانت عدن توفر الفحم والملح للسفن العابرة، وكان الميناء محطة لتوقف السفن، عند دخولها باب المندب.

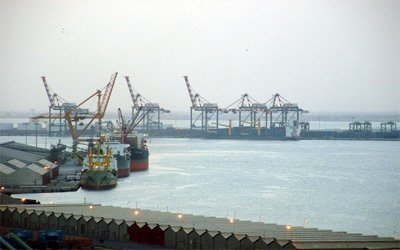
ميناء عدن

### النقل
تاريخياً كان ميناء عدن المرفأ الرئيسي للنقل في المنطقة، وتحط سفن الركاب في مديرية التواهي،  وتخدم المدينة بواسطة مطار عدن الدولي الذي يبعد حوالي 10 كيلومتر (6 ميل) عن المدينة، ويعد المطار المقر الرئيسي لشركة طيران السعيدة ومركز عملياتها، ويعتبر المطار ثاني أكبر مطار في اليمن بعد مطار صنعاء الدولي، ويعتبر أفضل مطارات اليمن من حيث الموقع وذلك بسبب طبيعة اليمن الجبلية، إلا أن هذا المطار يحيط به بحر العرب من جهة الإقلاع والهبوط، يرجع تاريخ إنشاء مطار عدن إلى عام 1927 عندما قامت القوات البريطانية بتأسيس مطار عسكري في مديرية خور مكسر، وبعد الحرب العالمية الثانية قامت بريطانيا بتحديث عمراني واسع وشيدت بجانب المطار العسكري مطار عدن الدولي المعروف حالياً.
كان «طيران اليمدا» الناقل الرسمي لجنوب اليمن، قبل الوحدة، وكان مقرها عدن، قبل دمجها مع الخطوط الجوية اليمنية في 1996.
خلال أوائل القرن ال20 كانت عدن مركزاً بارزاً لتصدير البن الذي يزرع في المرتفعات الجبيلة. وأيضاً لتصدير اللبان والقمح والشعير والبرسيم والدخن، التي تنتج وتصدر من عدن. وكانت أوراق وسيقان البرسيم والدخن والذرة التي تنتج في عدن تستخدم أعلاف بصفة عامة. واعتباراً من عام 1920 كانت عدن تقوم بتحلية ماء البحر لإنتاج ملح الطعام، وبين عامي 1916 - 1917، أنتجت عدن أكثر من 120,000 طن من الملح، وقد أنتجت عدن أيضا البوتاس، التي تم تصديرها إلى مومباي.

### المنطقة الحرة
تمثل المنطقة الحرة التي افتتحت في عام 1991، بوابة اليمن الاقتصادية ونقطة التقاء قارتي آسيا وأفريقيا، وتكتسب المنطقة الحرة أهميتها الاستراتيجية من الموقع الخاص لميناء عدن، كونه يقع مباشرة على الطريق التجاري الرئيسي حول العالم ومن الشرق الأوسط إلى أوروبا وأمريكا، ويتميز بإمكانية توفير خدمات الترانزيت إلى شرق أفريقيا والبحر الأحمر وشبه القارة الهندية والخليج العربي. وتمثل المنطقة الحرة منطقة تخزين وتوزيع مناسبة لأفريقيا والبحر الأحمر والخليج العربي.

## المياه

نصيب الفرد اليمني من المياة سنوياً والمخزون المائي الجوفي

ترجح دراسات أثرية حديثة، أن الحِميَّريين كان من شيد صهاريج المياه الضخمة المعروفة حالياً بـ«صهاريج عدن» والتي تخزن قرابة 13,638,2757 لتر من الماء.
- أهم المؤشرات الرئيسية لمدينة عدن:

| المؤشر                                              | 2003    | 2004    | 2005    | 2006   |
| كمية المياه المنتجة (ألف متر مكعب)                  | 38,838  | 29,321  | 31,321  | 33879  |
| كمية المياه المستهلكة المباعة (ألف متر مكعب)        | 27,963  | 19,579  | 20,574  | 22866  |
| عدد المشتركون (التوصيلات)                           | 119,127 | 87,252  | 91,869  | 81616  |
| عدد المنتفعون من خدمات المياه                       | 833,889 | 610,764 | 643,083 | 579474 |
| متوسط نصيب الفرد من المياه المستهلكة (متر مكعب/عام) | 34      | 32      | 32      | 34     |

## التقسيم الإداري
تقسم الجمهورية اليمنية إدارياً في إطار نظام السلطة المحلية إلى 21 محافظة ، بما فيها محافظة عدن، وتقسم العاصمة الاقتصادية عدن إلى ثمانية مديريات كالتالي:
| المحافظة | عدد المديريات | عدد الأحياء | عدد الحارات | عدد الجزر |
| -------- | ------------- | ----------- | ----------- | --------- |
| عدن      | 8             | 41          | 238         | 23        |

### المديريات

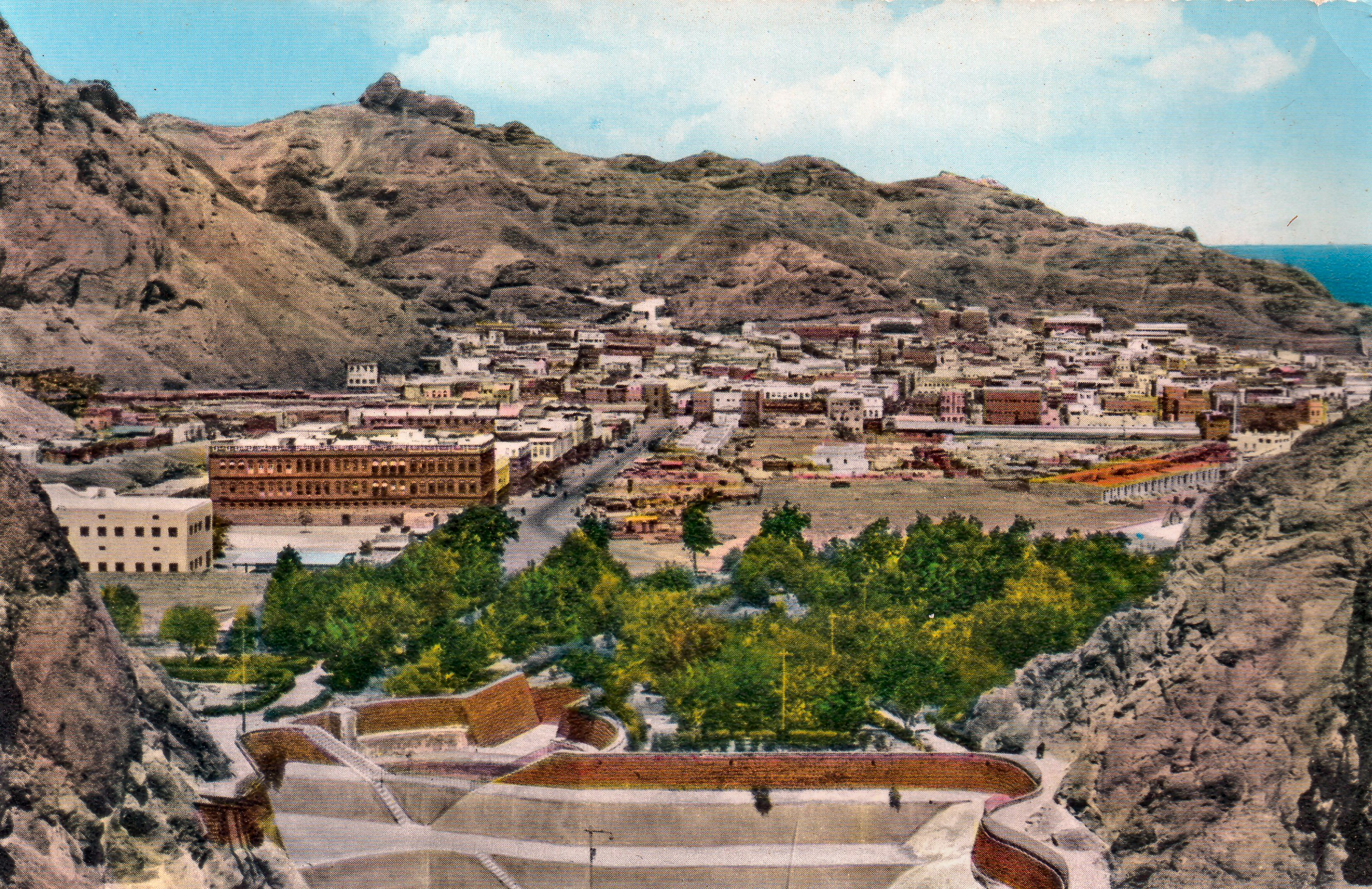
مديرية كريتر
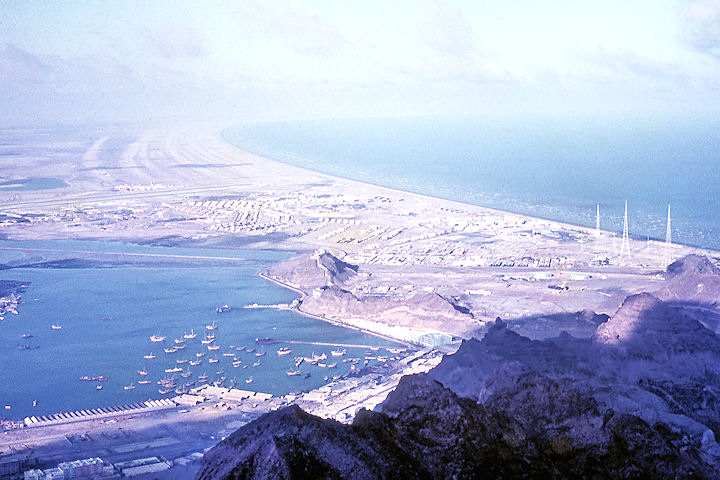
مديرية خور مكسر
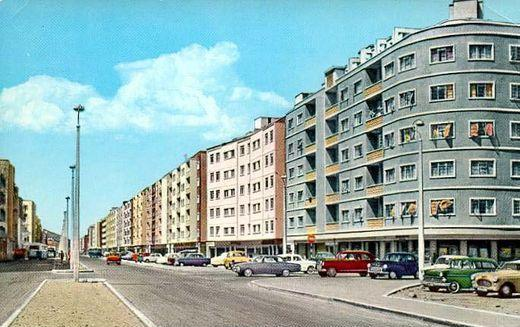
مديرية المعلا
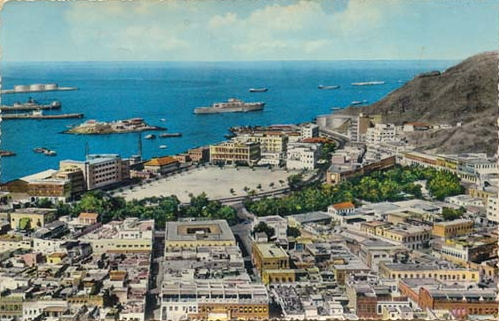
مديرية التواهي
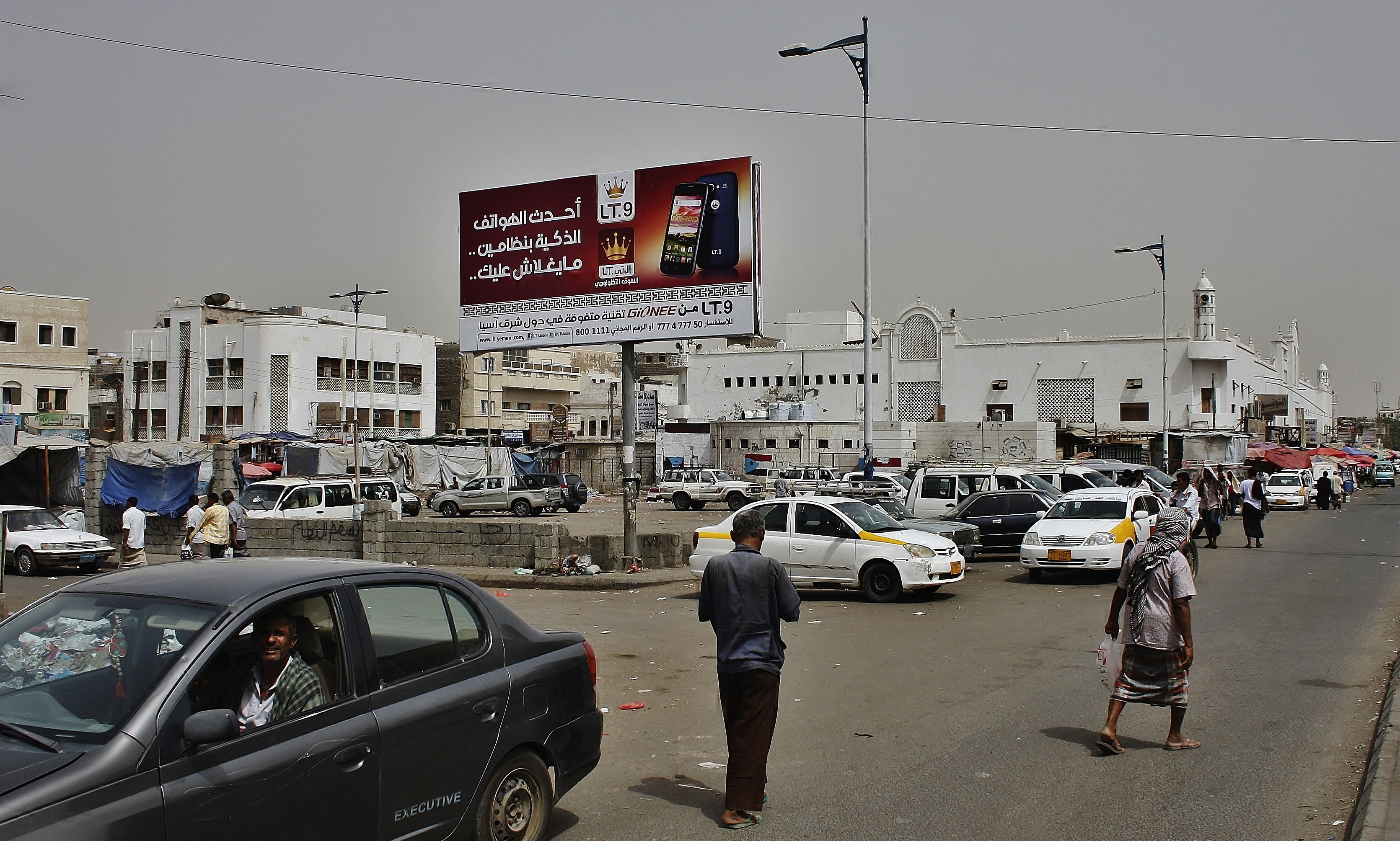
مديرية الشيخ عثمان
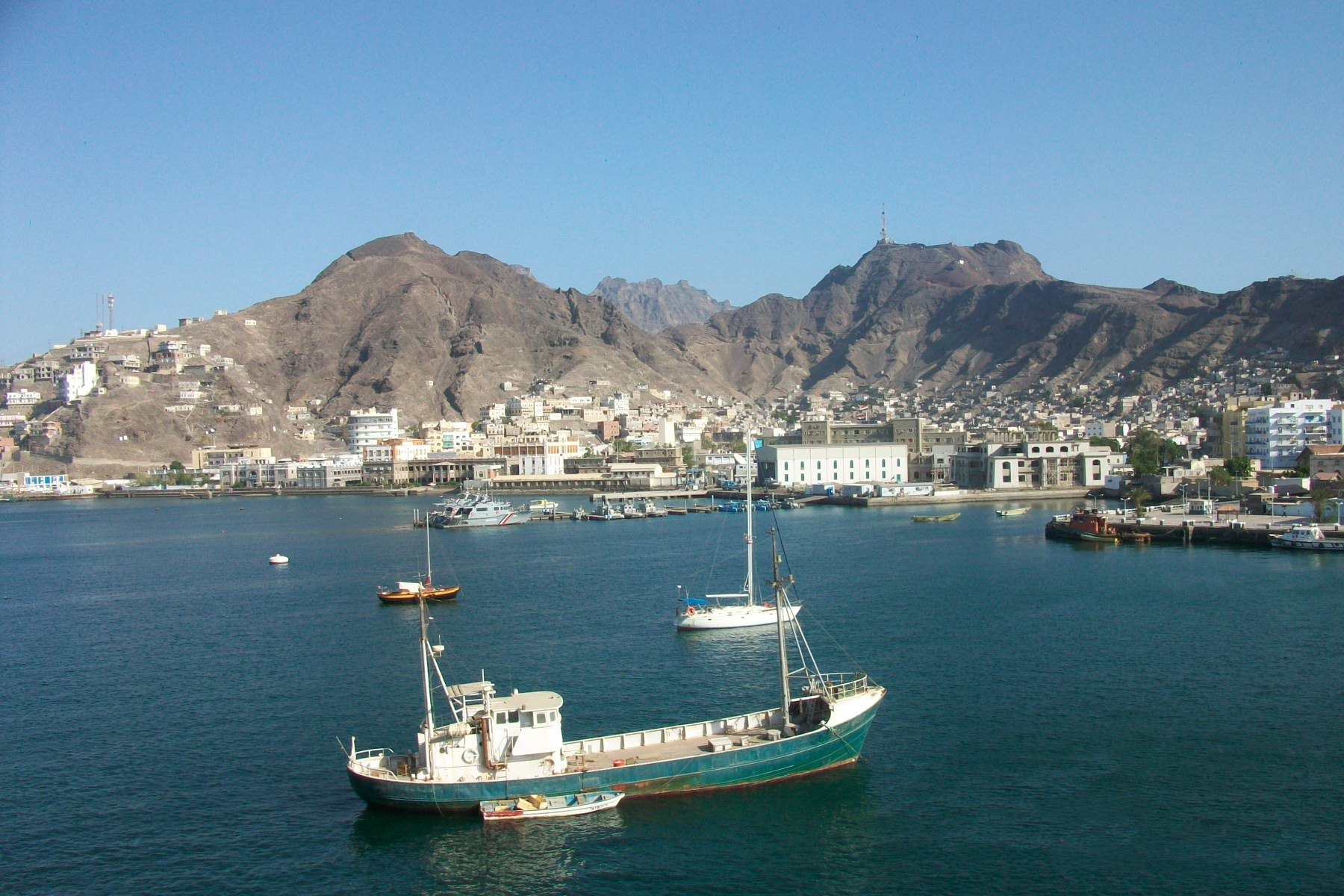
مديرية المنصورة
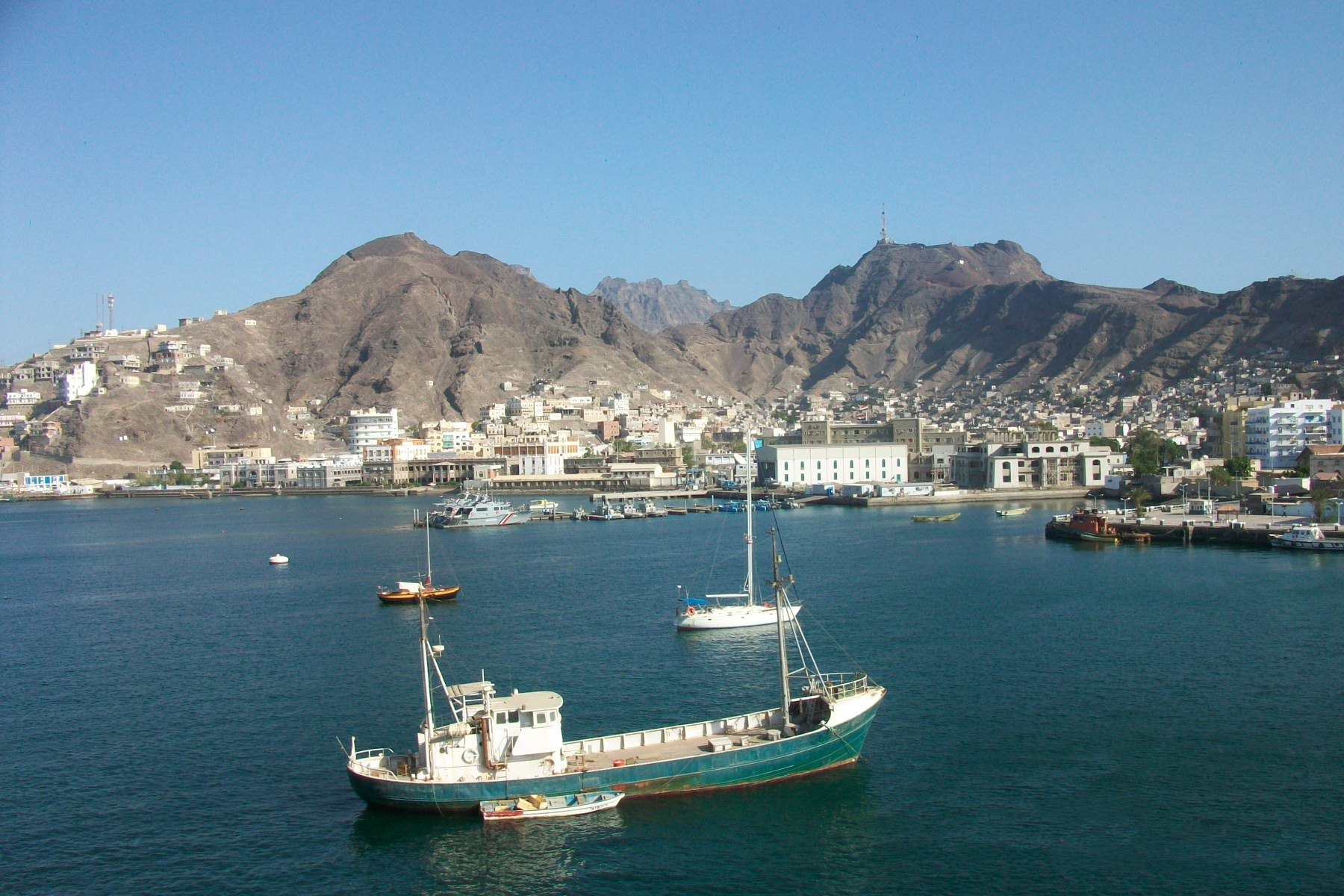
مديرية دار سعد
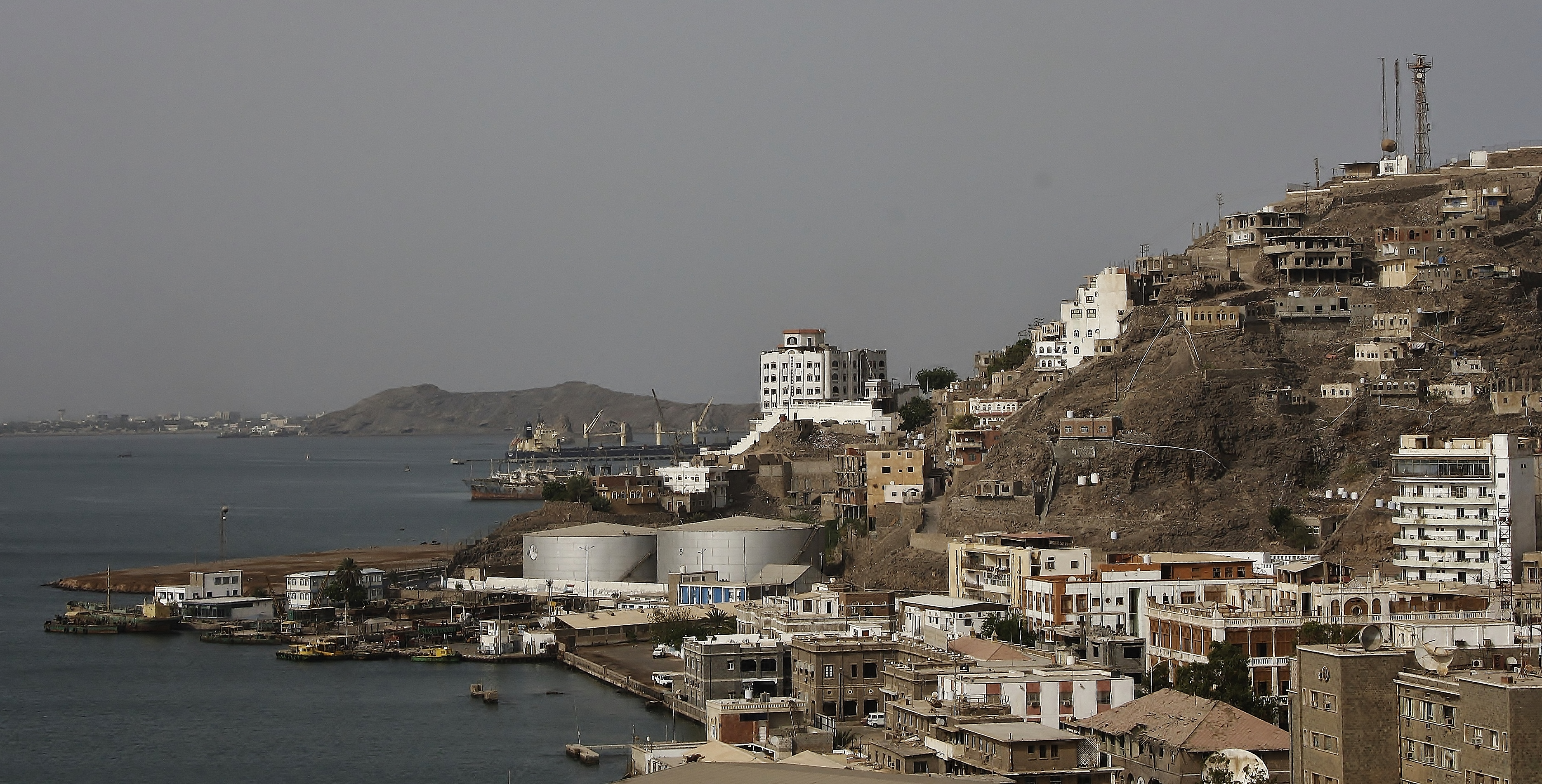
مديرية البريقة

## الخدمات العامة

### التعليم

شعار جامعة عدن تم تأسيسها في 1970

يوجد في عدن 95 مدرسة منها 13 روضة أطفال، و82 مدرسة للتعليم الأساسي منها 29 مدرسة للذكور و29 مدرسة للبنات و29 مدرسة مشتركة للبنين والبنات، كما يوجد 29 مدرسة ثانوية منها 15 مدرسة للذكور و14 مدرسة للبنات وجميعها بنظام الفترتين، وحتى عام 2004م بلغ عدد الطلاب الذكور في التعليم الأساسي 57,941 والإناث 48,081 وبمجموع 104,622 طالباً، أما في التعليم الثانوي فبلغ عدد الطلاب الذكور 11,029 طالباً، والإناث 9,643 طالبة.
أما مراكز ومعاهد التعليم المهني والتقني والفني فيبلغ عددها 13 مراكز ويلتحق فيها 2214 طالب ويشمل 453 مدرس والمعاهد الصحية معهداً واحداً، يلتحق فيه 864 طالب ويشمل 147 مدرس حسب إحصائيات 2010. وبالنسبة للتعليم العالي توجد في عدن جامعة حكومية واحدة، وهي جامعة عدن فيها 9 كليات، ويلتحق فيها أكثر من 29 ألف طالب حسب إحصائيات 2010.

### الصحة

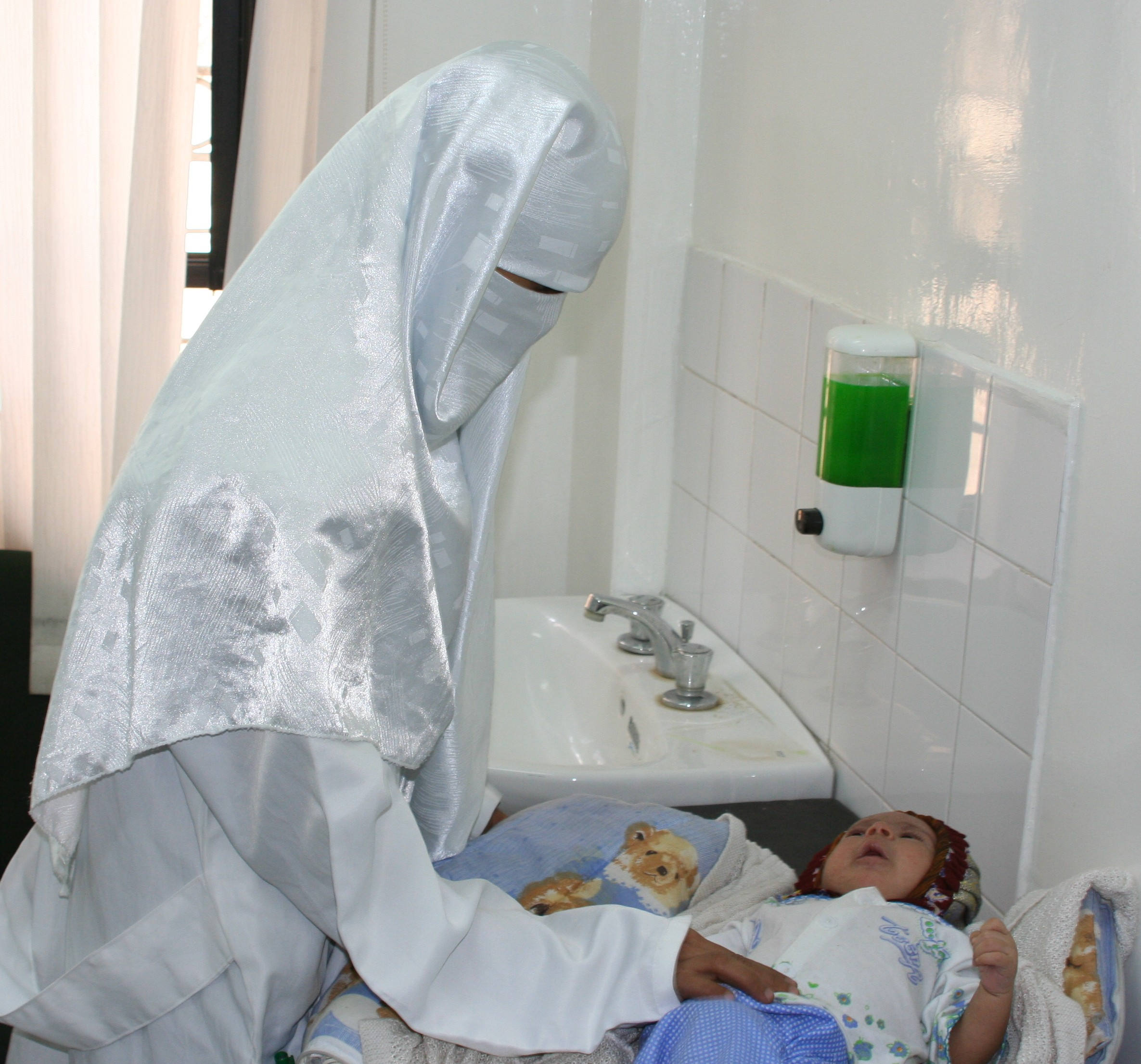
دكتورة يمنية

يوجد في العاصمة الاقتصادية عدن 15 مستشفى، منها 5 مستشفيات عامة حكومية، و6 تابعة للقطاع الخاص، و37 مركز صحي، وتوجد في المدينة 34 منشأة تقدم خدمات الأمومة والطفولة، ويبلغ عدد القوى العاملة التخصصية في المنشآت الصحية 2,825 متخصص.

#### مناطق موبوئة
في يونيو 2015 أعلن فريق الصليب الأحمر الدولي الموجود في مناطق الصراع في اليمن خلال أحداث الحرب الأهلية اليمنية أن مدن كريتر والمعلا وخور مكسر والتواهي بمحافظة عدن جنوبي البلاد مناطق موبوءة بمرض «حمى الضنك»، وقالت السلطات الصحية في عدن إن هذه الحمى انتشرت بشكل ملفت وواسع منذ مطلع شهر مايو بعد تدهور الخدمات الصحية وتضرر منشئات البنية التحتية من كهرباء ومياه وصرف صحي جراء القتال المستمر في المدينة منذ أشهر. 

### البريد

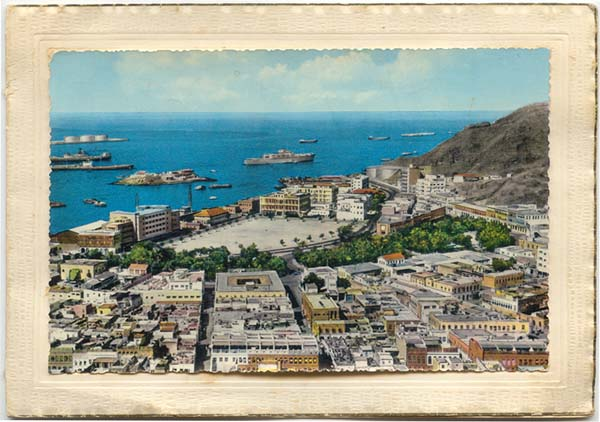
كرت بريدي للتواهي عام 1961 إبان الاحتلال البريطاني

عرفت عدن البريد منذ 15 يونيو 1839 أي بعد سنة من الاحتلال البريطاني، برغم أن مكتب البريد الرسمي لم يدشن إلا عام 1857، اُستخدم في عدن الطوابع البريدية لكل من بريطانيا والهند إلى أن صارت تسمى مستعمرة عدن في 1 أبريل 1937، برغم أن طوابع هذه المرحلة لم تحمل أي إشارة مميزة، لكن استخدام الرقم 124 كرمز بريدي ينسب لعدن كجزء من النظام العددي البريدي الهندي.
ثم عندما صارت مستعمرة عام 1937 أصبح لها مجموعات من الطوابع البريدية التي تحتوي على صور ويطبع اسم عدن (Aden) عليها، وفي العام 1939 أصدرت مجوعة بريدية جديدة تحتوي على صورة للملك جورج السادس، لكن سلاطين حضرموت -الذين كانوا تحت مظلة محمية عدن التي تسيطر عليها بريطانيا منذ ثمانينات القرن التاسع عشر- رفضوا ذلك ولهذا أصدرت بريطانيا مجوعة بريدية منفصلة في عام 1942، ولكن هذه المرة مع إدراج عبارة وصور تعبر عن السلطنة الكثيرية في سيؤن والسلطنة القعيطية في الشحر والمكلا إضافة لصوَر السلاطين.

## الإعلام

### الصحافة

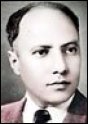
العميد محمد باشراحيل

تأسست صحيفة العمل الأسبوعية في 1957 في عدن، كان شعارها (الحرية، الخبز، والسلام)، ولم تسمح السلطات البريطانية، سوى بطبع 1500 نسخة أسبوعيا، وتم حظر الصحيفة بعد فترة وجيزة.
وفي 1958 أُسست صحيفة الأيام في عدن، كصحيفة يومية مستقلة باللغة العربية، إبان الاحتلال البريطاني، وصدر العدد الأول في 30 يوليو 1958 وكان مؤسسها ورئيس تحريرها العميد محمد علي باشراحيل، وتوقفت عن الصدور بعد الاستقلال في عهد جمهورية اليمن الديمقراطية الشعبية، من ثم عاودت الصدور بعد تحقيق الوحدة اليمنية، وكان أول عدد للصدور الثاني في 7 نوفمبر 1990 بعد توقف دام أكثر من 23 عام، وفي العام 1998 كانت «الأيام» الصحيفة الأولى في اليمن التي تقوم الحكومة بمقاضاتها بموجب قانون جزائي، وتبعت تلك القضية قضايا أخرى حتى غدت بنهاية العام 2008 متحملة 73% من إجمالي عدد القضايا التي رفعتها وزارة الإعلام والحكومة اليمنية ضد الصحافة في اليمن. وعندما اشتدت وطأة الاحتجاجات والمصادمات في عدن في أبريل 2009، «غطت الأيام الأحداث بشكل موسع، وكانت صوَر الدماء والإصابات تعلو غلاف الصحيفة لأيام»  وأرسل الرئيس علي عبد الله صالح وفود إلى الصحيفة، مطالباً إياهم بتخفيف وطأة تغطيتهم، والتوقف عن استخدام صور المصابين ونزيف الدماء. وفي 12 مايو 2009 شنت قوات الأمن هجوماً على مقر صحيفة الأيام في عدن.

### الإذاعة والتلفزيون
تأسست إذاعة عدن في 17 أغسطس 1954 تحت اسم «محطة عدن للإذاعة». وتبث حالياً على فترتين صباحية ومسائية. افتتح الاحتلال البريطاني قناة عدن في 11 سبتمبر 1964، عقب قيام ثورة 14 أكتوبر 1963م، واقتصر الإرسال التلفزيوني على تغطية الأحياء الآهلة بالسكان في مدينة عدن، وبالذات حيث يتواجد جنود وعائلات القوات البريطانية، وفي يناير 1979 انتقل مقر التلفزيون إلى «مبنى الإذاعة والتلفزيون» بالتواهي الذي تم تجهيزه، وكان حينها البث باللونين الأبيض والأسود، وفي مارس 1981 بدأ الانتقال التدريجي إلى البث الملون، وفي يونيو 1981م بدأ بث القناة عبر الأقمار الصناعية. وبعد الوحدة اليمنية في 22 مايو 1990م، كانت قناة عدن هي القناة الثانية الرسمية للتلفزيون اليمني.

## الثقافة

### اللهجات
ساهم دخول اليمنيين في الإسلام إلى هجرهم قلمهم القديم واستبداله بالأبجدية النبطية المتأخرة التي دون بها القرآن  يتحدث اليمنيون اليوم العربية باللهجة اليمنية وهي لهجة متطورة ومرتبطة ارتباطا وثيقا باللغة القديمة،  وهي ثلاث لهجات بتفرعات لهجة صنعانية ولهجة حضرمية ولهجة تعزية-عدنية، بالإضافة للهجة بدوية لسكان مأرب والجوف وشبوة وبادية حضرموت، ولكل من هذه اللهجات خصائص ومميزات.

### الموسيقى والشعر

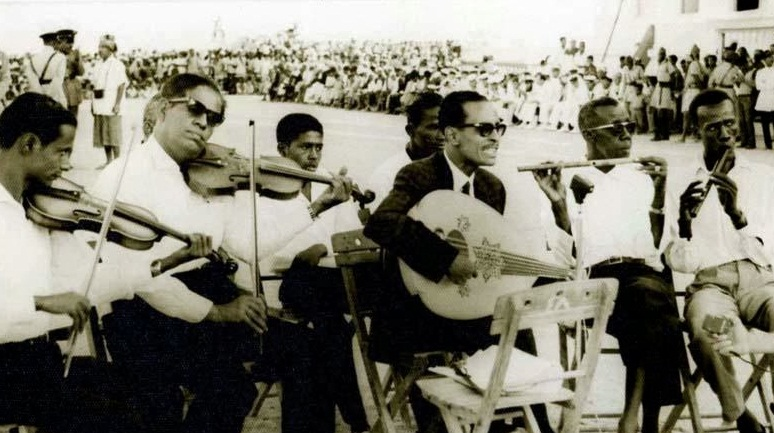
الفنان محمد سالم بن شامخ في حفلة غنائية شعبية بعدن.

الفن العدني أو العدنيات هو فن من فنون الموسيقى العربية، ومن فنانو عدن القدامى إسكندر ثابت صالح ومحمد مرشد ناجي ومن الشعراء عبد الرحمن إبراهيم محمد وأحمد غالب محمد الجابري وعبد الله عبد الكريم محمد وعلي عبد الله جعفر أمان وفريد محمد بركات ولطفي جعفر أمان ومحسن علي بريك.
لعبت «المزيكة العدنية» دوراً كبيراً في المجتمع العدني، وكان يطلق على الفنانين في اللهجة العدنية «المَطاربه» أي أهل الطرب، بدأت المزيكة العدنية في 1920 حين تشكل جيش محمية عدن، وبعده الحرس الوطني، حيث كانت هناك فرق لتلك القوات وكانت تلك الفرق تشارك في المناسبات وفي حفلات الزواج.

### الرياضة

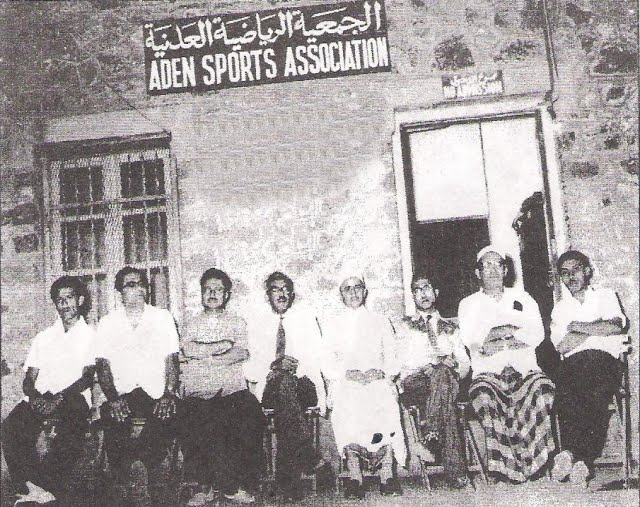
الجمعية الرياضية العدنية

#### قبل الاستقلال
تعود البداية الأولى للرياضة العدنية إلى عام 1902م، عندما تم تأسيس نادي للتنس العدني، ومقره في حي القطيع بكريتر، وأسس يوسف محمد خان «نادي الترفيه المتحد» (بالإنجليزية: Recreational Club United) في مدينة كريتر، وكان يعرف بملعب يوسف خان. وتعتبر مدينة عدن أول مدينة مُورِسَتْ الرياضة فيها في الجزيرة العربية، وتأسس في 1905 أول نادي أهلي في عدن تحت مسمى «نادي الاتحاد المُحمدي»، كأول نادي رياضي في اليمن والعالم العربي. وكان ينازل فرق جيش الاحتلال وفرق الاساطيل القادمة والمارة إلى ميناء عدن.
وفي عام 1924 تأسس في كريتر «نادي الحسيني الرياضي»، كما ظهر نادي ثالث في التواهي باسم «نادي البامبوت»، والشيخ عثمان. وشهدت فترة الثلاثينيات ظهور عدد من الأندية ففي عام 1933م ظهر «نادي نجوم الليل» والعيدروسي ونجوم الصباح في كريتر، وفي التواهي ظهر «نادي الاتحاد الإسلامي» (الموالده).
وكانت مباريات كرة القدم حتى ذلك العام تمارس بشكل ودي بين فرق المناطق كريتر، التواهي، الشيخ عثمان، حيث لم يكن وجود لاتحادات تنظم النشاط الرياضي. وفي عام 1934م أعلنت سلطة الاحتلال عن تأسيس جمعية رياضية أطلق عليها «الجمعية الرياضية العدنية»، وذلك بعد تزايد أعداد النوادي المحلية، وقد تم تعيين أعضائها من قبل الحاكم العام لعدن، وكان جميع أعضائها من الإنجليز، برئاسة حاكم عدن الإنجليزي «برنارد رايلي» كراعي للجمعية، ويتكون مجلس الإدارة من «هيكم بوتم» رئيساً، والهندي «روزاريو» سكرتيراً، وعضوية اثنين آخرين.
وبدأت هذه الجمعية في إقامة أول بطولة للأندية وهي «بطولة كأس روزاريو»، شاركت في البطولة 6 أندية، ثلاثة من كريتر (الاتحاد المحمدي، الحسيني، نجوم الليل)، ومن التواهي (الموالده، والباميوت)، ومن الشيخ عثمان نادي الشيخ عثمان، ويضم لاعبين من مختلف الفرق الصغيرة في منظقة الشيخ عثمان، وقد أحرز هذه البطولة نادي الاتحاد المحمدي.
ومن أهم البطولات المقامة في عدن قبل الاستقلال، كأس روزاريو، وكأس رايلي، وكأس باسم باصفة النار الصومالية، وكأس أرامكو، وبطولة كيك منشرجي.

#### بعد الاستقلال

شعار خليجي 20

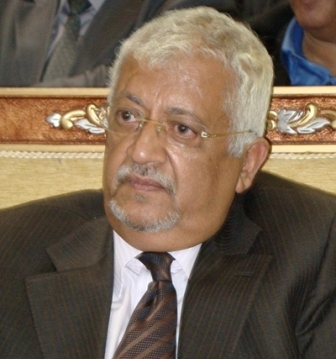
ياسين سعيد نعمان، رئيس نادي التلال الرياضي 1975

بعد الاستقلال تأسس «اتحاد كرة القدم» في 18 يناير 1968م على انقاض «الجمعية الرياضية العدنية»، واتخذ الاتحاد قراراً بخصوص الأندية العدنية التي كانت قد بلغ عددها حوالي 64 نادي رياضي، قضى بتقليص ودمج الأندية في عدن ولحج إلى 16 نادي فقط، وأضطرت الأندية للانضمام للفرق الكبيرة أو التوحد معها. وفي فبراير 1968م، ألغيت عدة نواد رياضية وبقي 12 نادي فقط، وفي ديسمبر 1968م، تم دمج نادي الإصلاح ونادي الشعب، في نادي واحد باسم الأخير في التواهي، وفي 1969م توحد في كريتر نادي الاتحاد المحمدي ونادي التضامن، تحت اسم نادي التضامن المحمدي.
وفي «المؤتمر الرياضي العام الأول» في 1973م دمجت الأندية وقلصت مرة أخرى، ليصبح عددها 7 أندية فقط: هي نادي الأحرار، نادي الأهلي، نادي شمسان، نادي الشعب، نادي الهلال، نادي الشبيبة المتحدة، نادي التنس العدني. في 18 يوليو 1975م، كانت مرحلة تشكيل أندية المدن، وبداية مرحلة تسييس الأندية لصالح الجبهة القومية للتحرير، وقُرر تغيير أسمائها وتقليصها لتصبح 5 أندية هي نادي التلال وشمسان والميناء ونادي الوحدة ونادي الشعلة.
في 18 يوليو 1975 ظهر «نادي التلال الرياضي» برئاسة ياسين سعيد نعمان، كاسم جديد ل«نادي الاتحاد المُحمدي» الذي تأسس في 1905م، وفي 1976 م ظهر «الاتحاد اليمني لكرة القدم». وشارك نادي التلال في «مسابقة كأس 26 سبتمبر» في 1980، كأول مسابقة كروية يشارك فيها مع منتخبات من شمال اليمن وجنوبه، كمنتخب محافظة إب ومحافظة تعز ومحافظة حضرموت ولحج والحديدة، وذلك في ملعب الشهيد الظرافي بصنعاء، وتوج الهلال بطلاً لكأس 26 سبتمبر، بعد فوزه على منتخب الحديدة بخمسة أهداف نظيفة.
كرة القدم هي الرياضة الأكبر شعبية في عدن، يوجد في عدن 9 ملاعب منها استاد 22 مايو الدولي، و10 أندية رياضية،  وفي نوفمبر 2010 استضافت عدن كأس الخليج العربي لكرة القدم 2010.
| م | النادي      | التأسيس | م | النادي      | التأسيس |
| - | ----------- | ------- | - | ----------- | ------- |
| 1 | نادي التلال | 1975    | 2 | نادي الشعلة | 1975    |
| 3 | نادي الوحدة | 1975    | 4 | شمسان       | 1975    |
| 5 | الميناء     | 1975    |   |             |         |

## السياحة

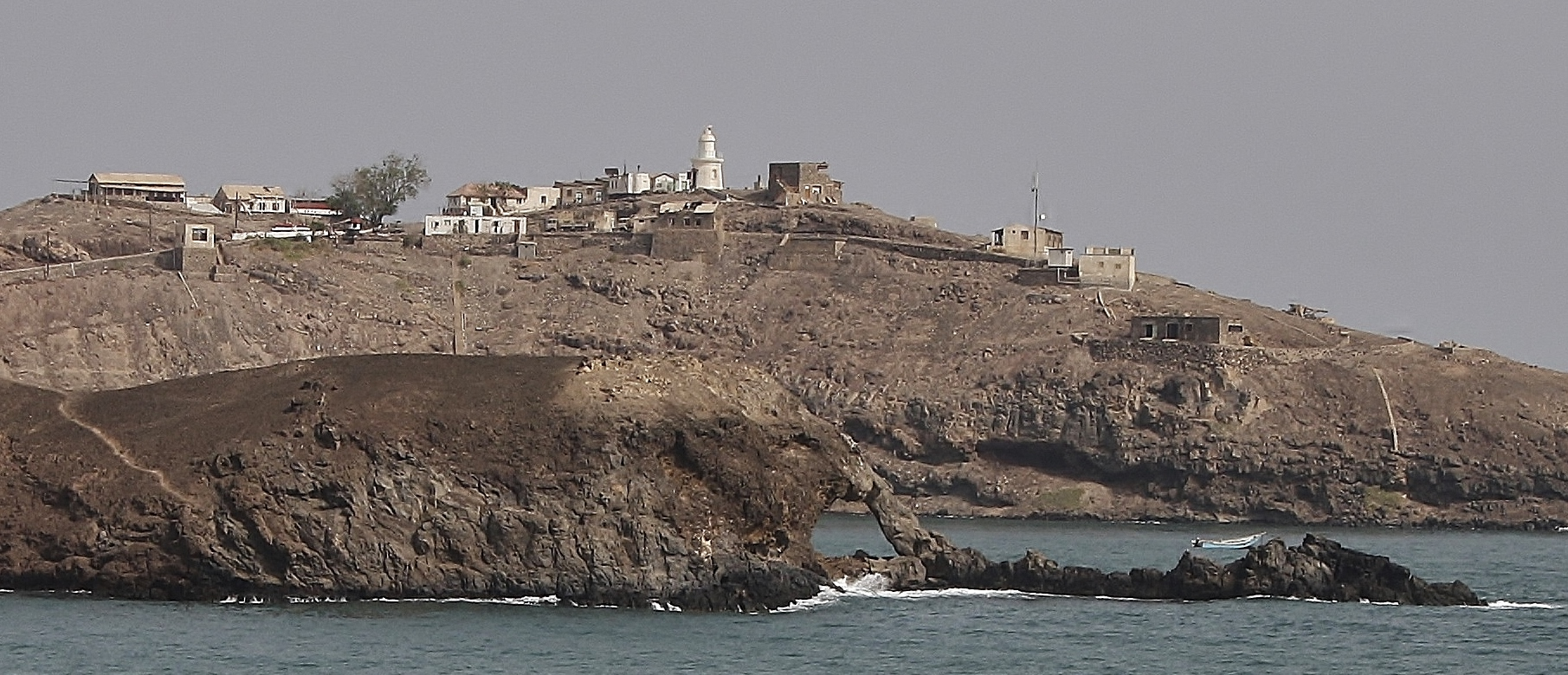
خرطوم الفيل في الساحل الذهبي

لا زالت الكثير من مواقع الجذب السياحي غير مطورة وتنقصها الخدمات جراء الحروب والاقتتال الدائم الذي يعاني منه اليمن فاليمن يمتلك أربعة مواقع ضمن مواقع التراث العالمي هي سقطرى وصنعاء القديمة وشبام ومدينة زبيد القديمة ورغم ارتفاع عدد السياح إلى 176.98% في اليمن ما بين 2004 -2003 إلا أن الحكومة لم تبدي اهتماما بالقطاع السياحي وارتفع معدل إقامة السياح من 7 أيام إلى 16 يوم وكلها مؤشرات إلى إمكانية تطوير القطاع السياحي في البلاد وأشارت بعض الدراسات أن تنمية قطاع السياحة في اليمن كفيل بإخراجه من دائرة البلدان الأقل نماء يأتي أغلب السياح إلى اليمن لزيارة سقطرى والآثار القديمة والتعرف على ثقافة الشعب اليماني وفنونه الشعبية والمهتمين بدراسة الثقافة العربية التي لم تتأثر بمؤثرات خارجية وذلك النتاج العزلة التي فُرضت على اليمن لعقود طويلة وأشارت وزارة السياحية اليمنية إلى ذلك في تقريرها الأخير بشأن التنمية السياحية بأن الخدمات السياحية متواضعة في اليمن وتنعدم تماما في القرى الصغيرة التي تلقى إقبالا سياحيا.

## معالم ومواقع أثرية وسياحية
| | ' بيغ بن عدن ' |
| الموقع: التواهي. |                |
| هي ساعة برج يعود بناؤها إلى عام 1890، متوقفة عن الدوران منذ نحو ربع قرن وعادت للدوران في فبراير 2012، وتقبع الساعة على مرتفع تل بمنطقة وحي التواهي بمحاذاة ميناء عدن شيّدها البريطانيون إبان استعمارهم لعدن. |                |

| | 'قلعة صيرة ' |
| الموقع: على جزيرة صيرة. |              |
| هي من أبرز قلاع وحصون مدينة عدن القديمة التاريخية، بنيت القلعة في القرن الحادي عشر الميلادي، وتقول إحدى الدراسات أن القلعة بنيت في 1173 من قبل الحاكم التركي على عدن الأمير عثمان الزانغابيلي التكريتي. وقد ثبتت القلعة خلال هجمات لاحقة ضد عدن من قبل البرتغاليين والعثمانيين خاصة في عام 1517، واصل البريطانيون تطوير القلعة بعد دخلوهم عدن في عام 1839. |              |

| | ' صهاريج عدن' |
| الموقع: كريتر. |               |
| وتسمى "صهاريج الطويلة" وهي واقعة أسفل مصبات هضبة عدن المرتفعة حوالي "800 متر "عن مستوى سطح البحر، وتتصل الصهاريج ببعضها البعض بشكل سلسلة، ووظيفتها حفظ المياه وتخزينها وتصريفها للإستهلاك، ويبلغ عددها حالياً 17 صهريج بمساحات مختلفة، كما تبلغ السعة الاجمالية للصهاريج حوالي 20 مليون جالون. |               |

| | 'منارة عدن' |
| الموقع: كريتر. |             |
| أحد المعالم التاريخية لكريتر، يفيد بعض المؤرخين إلى أن بنائها يعود إلى قبل حوالي 1200 عام، وأنها كانت منارة لمسجد قديم تهدم. وتقوم المنارة على قاعدة مضلعة وتأخذ شكلا مخروطياً مثمن الاضلاع، ويقدر طولها كاملا حوالي 21 متر مقسمة على ستة طوابق، ويوجد بها سلم دائري حلزوني يبلغ عدد درجاته 68 درجة. |             |

| | ' خرطوم الفيل' |
| الموقع: الساحل الذهبي، التواهي. |                |
| خرطوم الفيل رأس أو نتوء نتج بفعل عوامل حركة المد والجزر لمياه البحر]، وبفعل عامل التعرية الطبيعية عبر أزمنة عديدة، يتشكل من صخور متداخلة، بشكل قوس طبيعي يقع في خليج الساحل الذهبي "جولد مور"، تكون من جراء تآكل صخور الأسكوريا (بالإنجليزية: scoria). |                |

| | 'مسجد أبان' |
| الموقع: كريتر. |             |
| يعتبر من أقدم المساجد في محافظة عدن، وينسب بنائه إلى أبان بن عثمان بن عفان، ويقال إلى نجله الحكم عندما قدم قاضياً إلى عدن في 150 هجرية، وقد تم ترميمه مرات عدة آخرها في عام 1419 هـ الموافق 1998م. |             |

### المتاحف

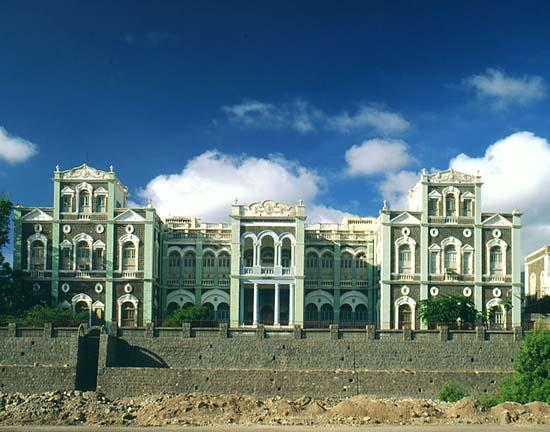
المتحف الوطني بعدن

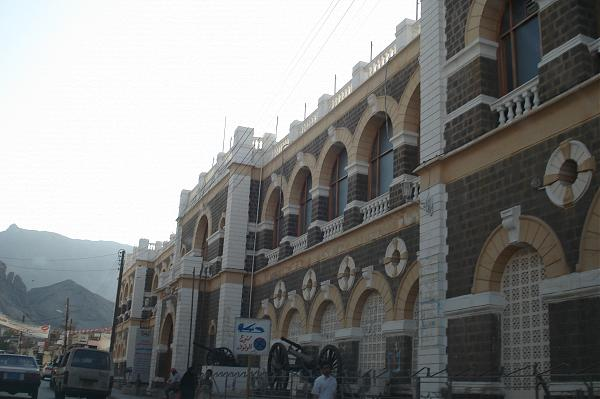
المتحف الحربي بعدن

- المتحف الوطني: للآثار، يقع في مدينة كريتر، ويطل على البحر المواجه لقلعة صيرة، بني في عهد السلطان فضل بن علي العبدلي خلال الفترة 1912م - 1918م، ويوجد به مجموعة من الآثار الحجرية (تعود إلى العصر الحجري) والعصر البرونزي، وكذلك مجموعة من القطع الحجرية المكتوبة بأنواع مختلفة من الخط اليمني القديم. وتماثيل وحلي وزخارف تعود إلى مملكة سبأ ومملكة حمير وقتبان وأوسان، وآثار إسلامية.
- المتحف الحربي: يقع في شارع المتحف بمدينة كريتر، يعود تاريخه إلى العام 1918م حيث كان مدرسة للتعليم الابتدائي (بالإنجليزية: Residency School) وبعد الاستقلال عن بريطانيا، وفي 1971، جرى تحويله إلى متحف مخصص للتراث العسكري اليمني، بقرار من الرئيس سالم ربيع علي آنذاك، وكان يتألف من 7 صالات، وبعد الوحدة اليمنية جرت عملية ترميم له وافتتح مرة أخرى في 2001م وقسم إلى أربعة أجنحة، كل جناح ضم عدة قاعات، جرت عملية إعادة تأهيل لهذا المتحف في 2007م. وصل عدد زوار المتحف خلال العام 2007 إلى 2008 حوالي 17,000 زائر يمني ومائتي سائح أجنبي.[146] كما ارتفع هذا العدد إلى حوالي 27,800 سائح في 2009.[147]

## صور من عدن

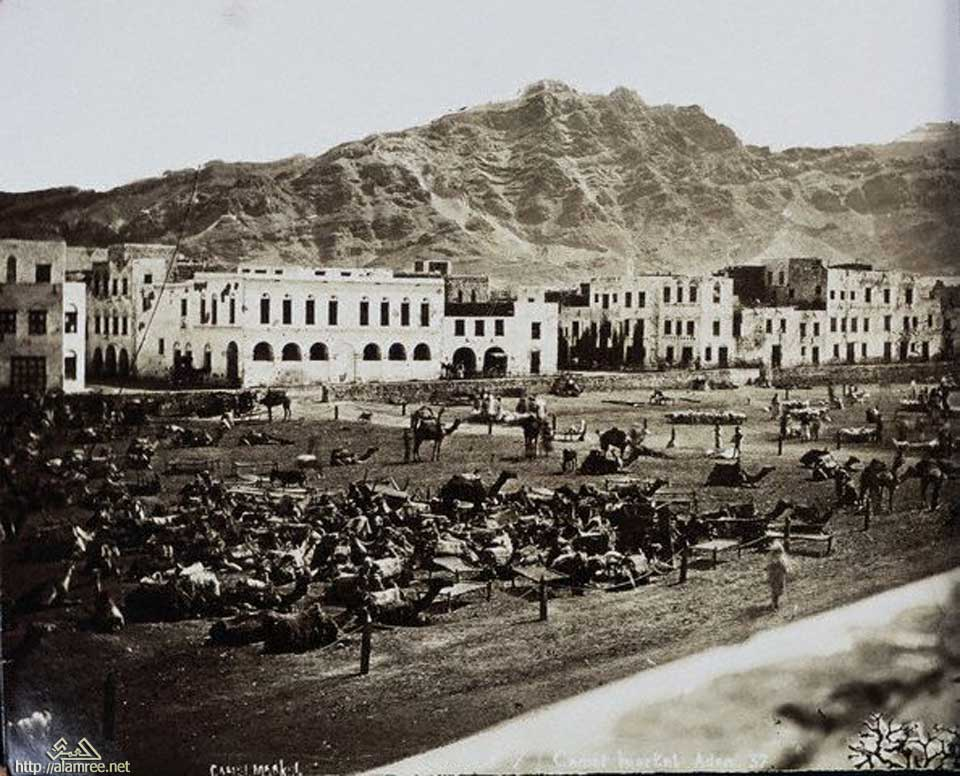
كريتر عدن سوق الجمال 1900 - 1920
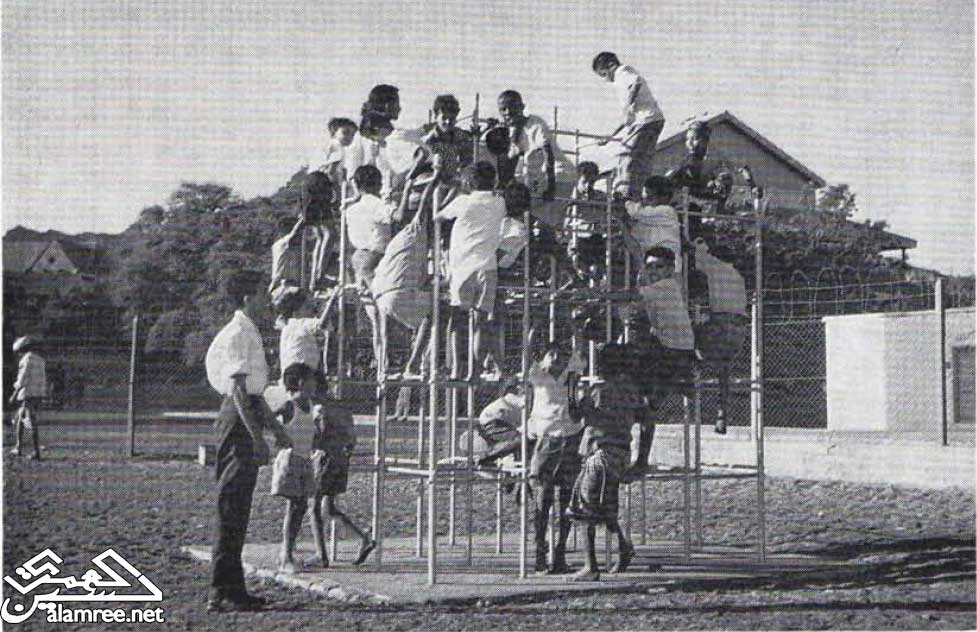
صورة لمدينة كريتر عدن 1963
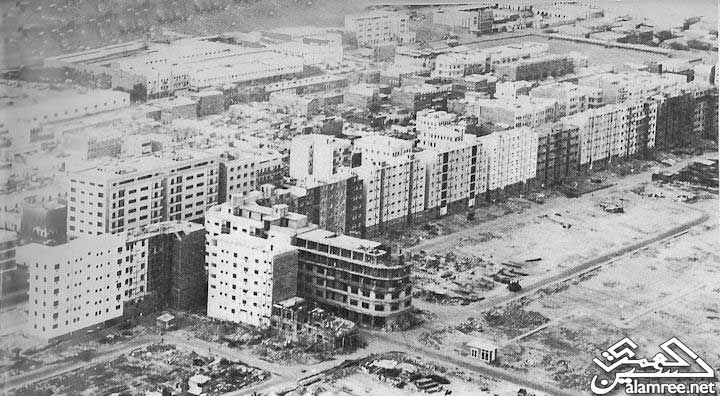
بناء الشارع الرئيسي المعلا عام 1961م
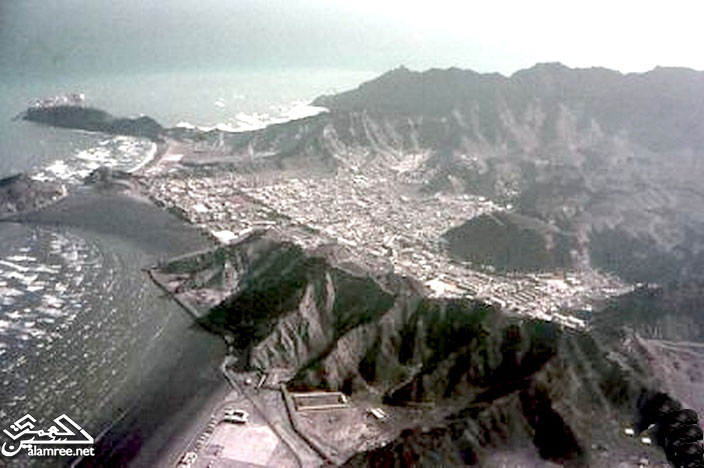
كريتر من الجو عام 1964
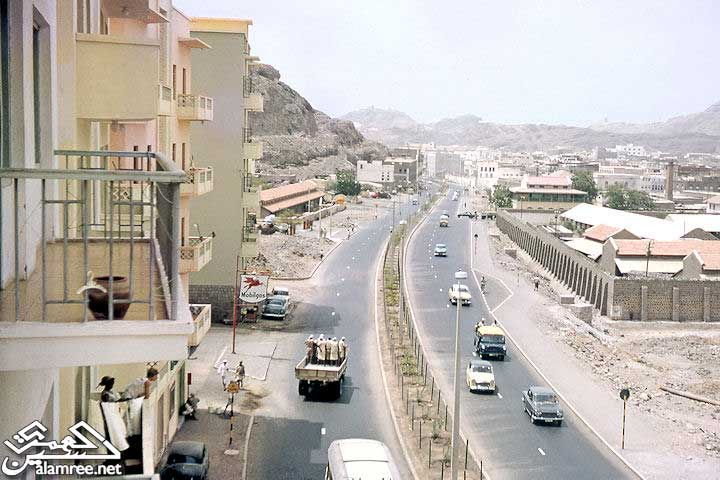
صوره لمدينة كريتر عدن 1962
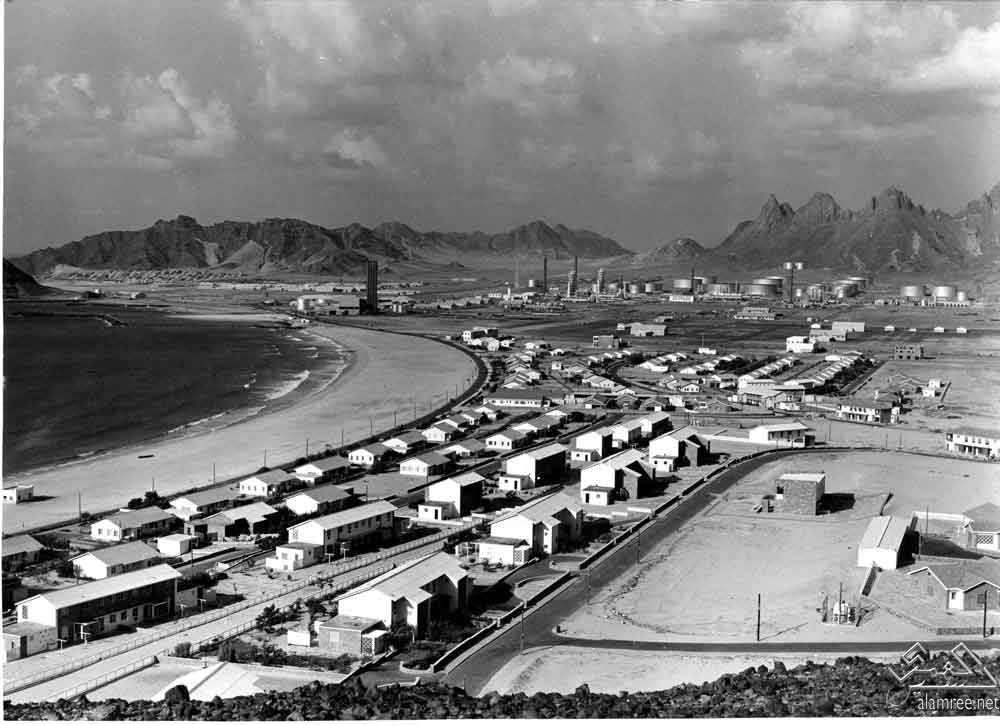
الغدير، البريقة، عدن الصغرى عام 1955
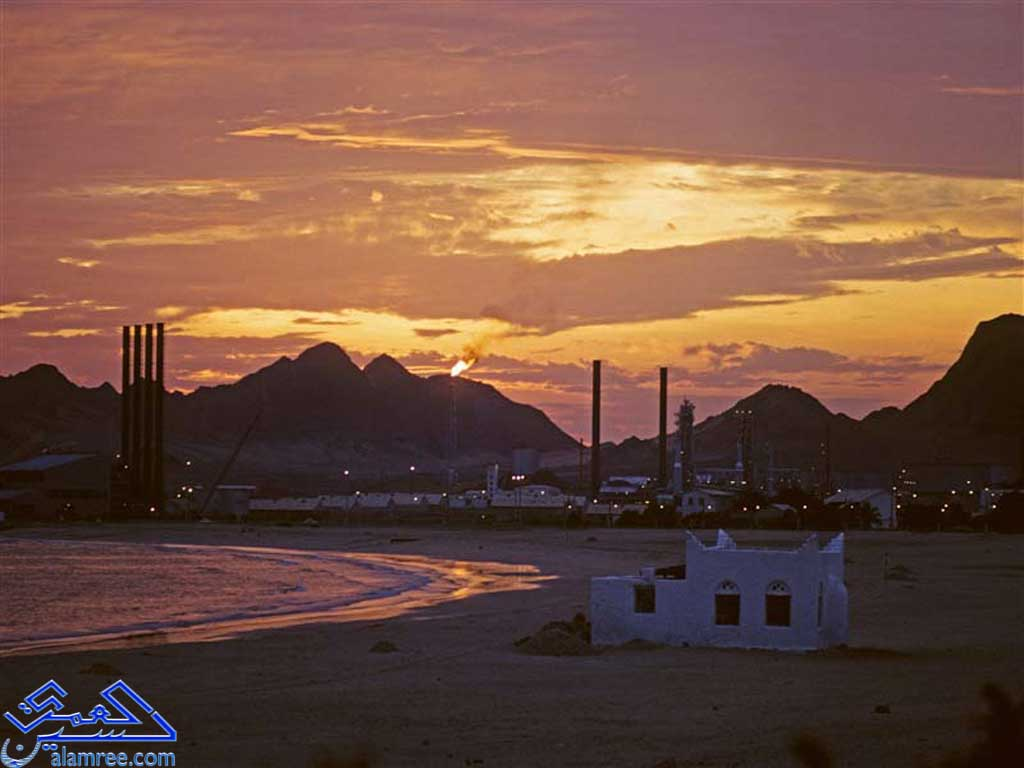
منظر للغروب في البريقة عام 1962
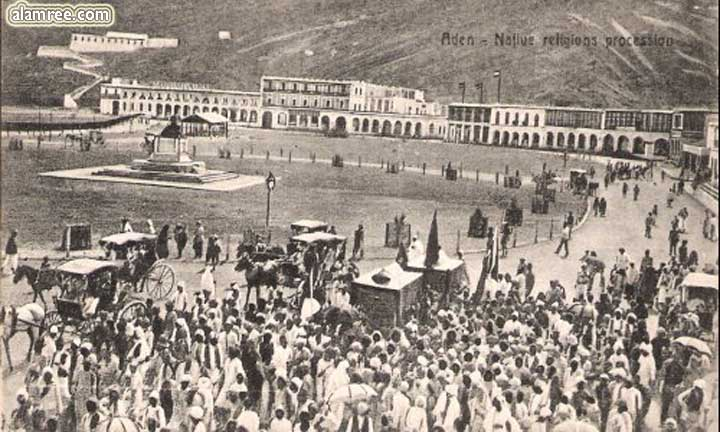
التواهي أواخر القرن الثامن عشر موكب كسوة الولي الشيخ أحمد
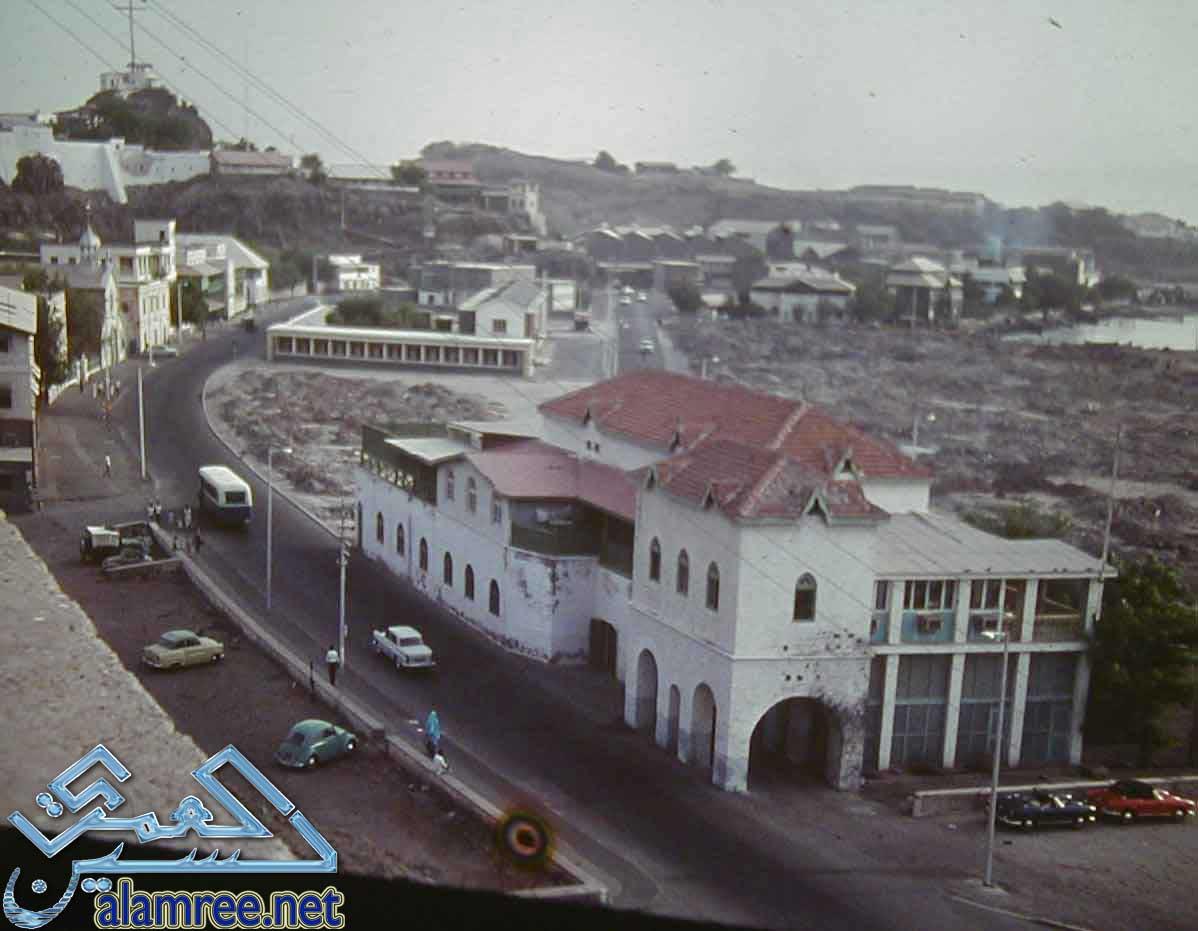
صورة لأجزاء من البنجسار من مبنى التلفزيون 1963
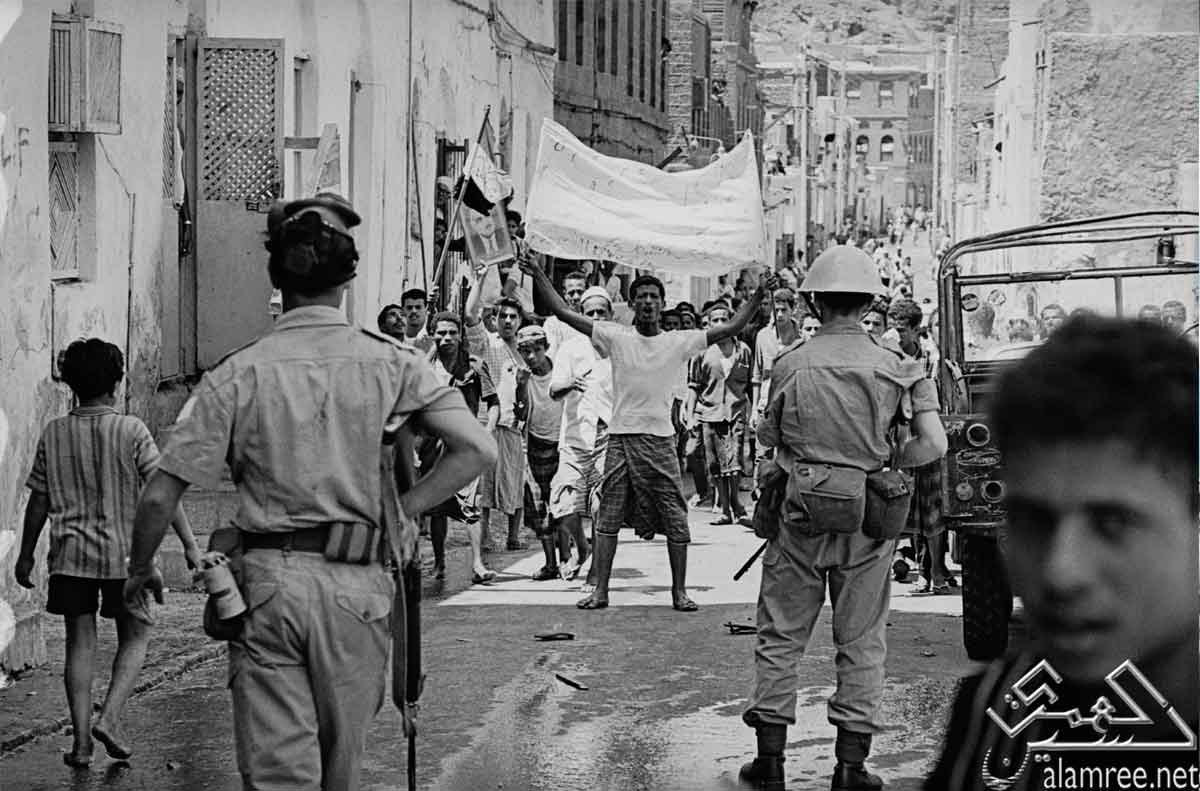
التواهي 8 مارس 1967
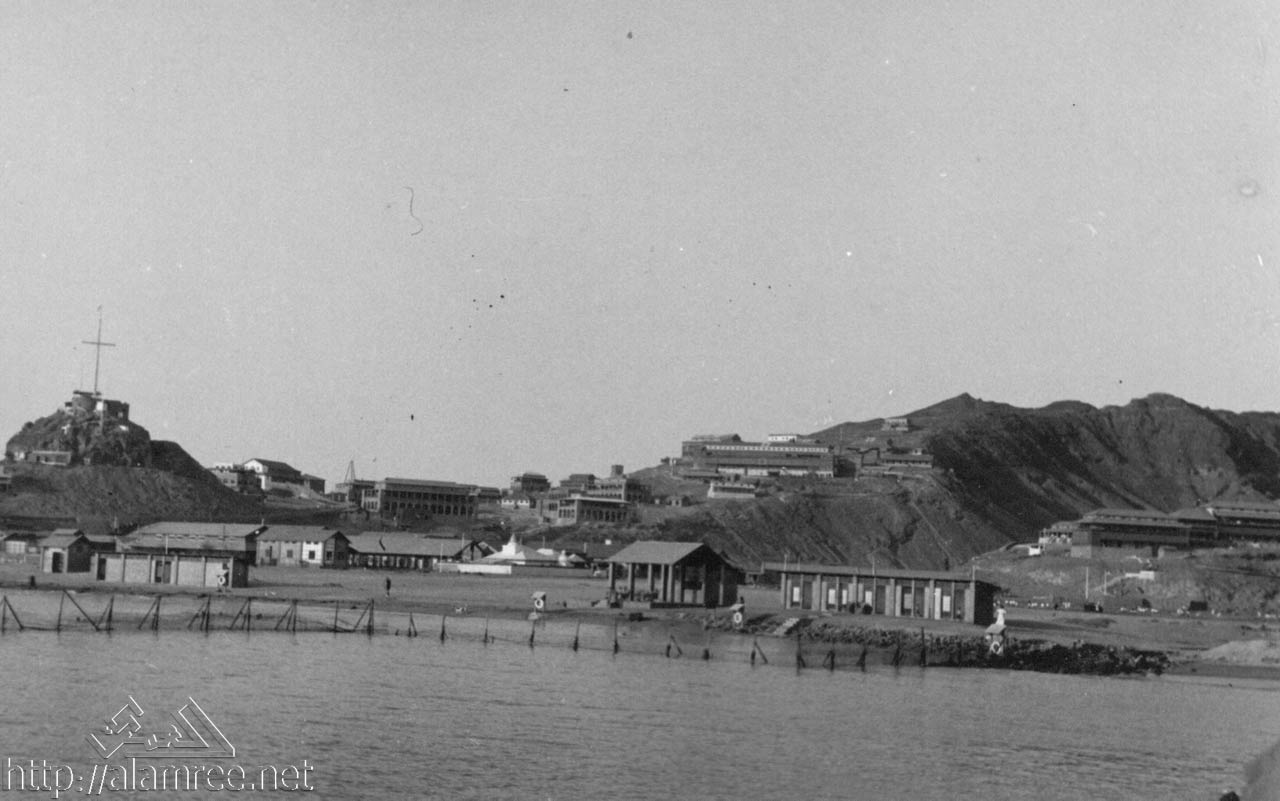
عدن صورة قديمة لطارشان "الفتح حالياً" من البحر 1930م
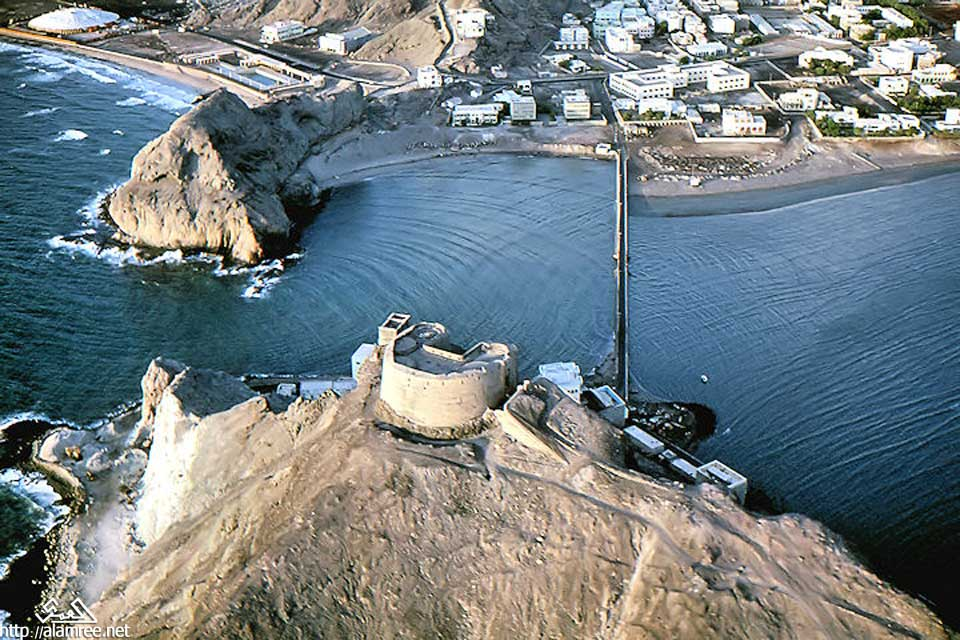
قلعة صيرة 1962
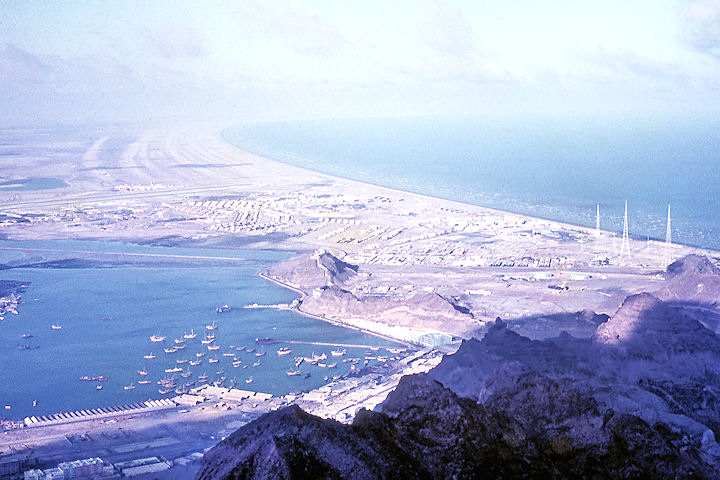
خور مكسر عدن عام 1960 من قمة جبل شمسان
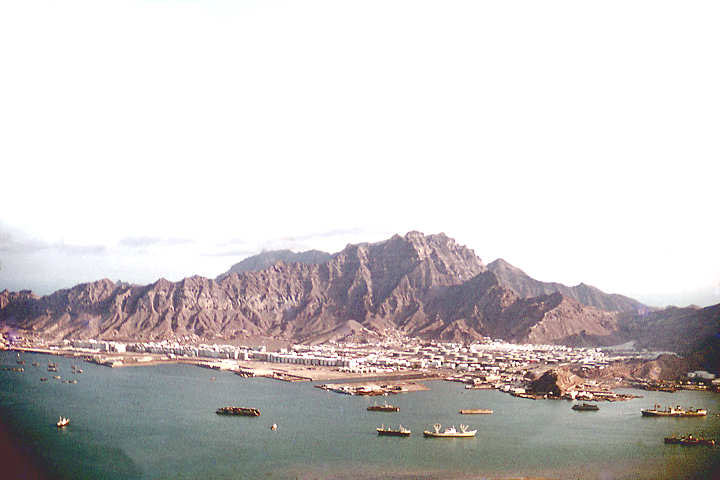
صورة من الجو لميناء عدن 1962
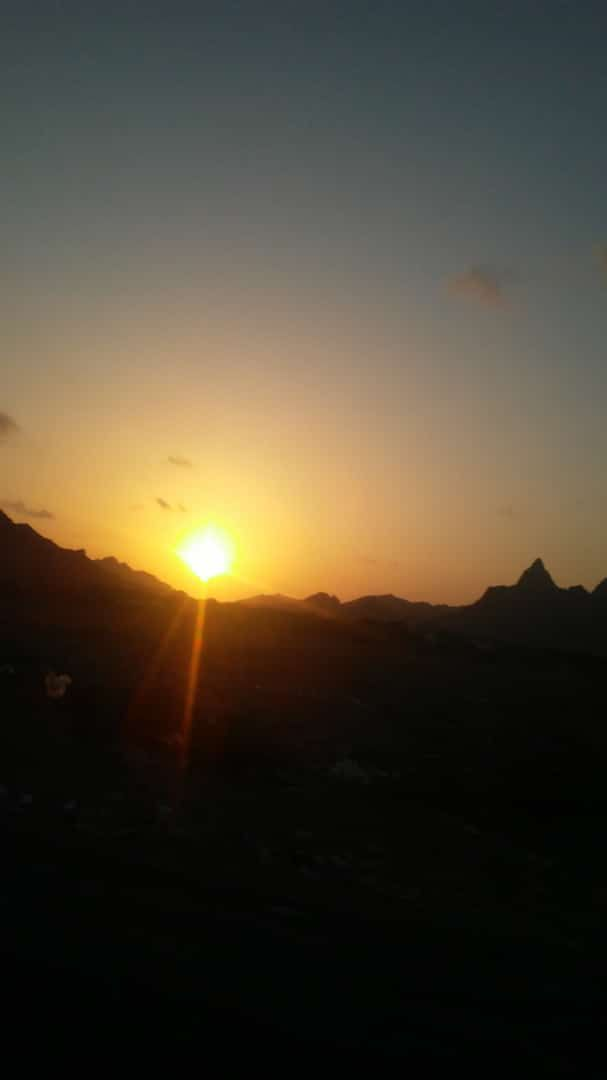
غروب الشمس في عدن

## التوأمة
| البلد  | المدينة |
| ------ | ------- |
| جيبوتي | جيبوتي  |